# PlayStation 3
PlayStation 3（プレイステーション スリー、略称: PS3）は、ソニー・コンピュータエンタテインメント（略: SCE、現: ソニー・インタラクティブエンタテインメント（SIE））が日本において2006年11月11日に発売したコンピュータ、家庭用ゲーム機。発売当初はすべて大文字のPLAYSTATION 3という表記を使用していた。

## 概要
PlayStation 2（以降、PS2）の次世代機として開発された。中核を担うCell Broadband Engine （以降、Cell）や光ディスク規格であるBlu-ray Disc、高品質なデータ転送が行えるインタフェースであるHDMI（Ver.1.3a規格）の採用、7.1chサラウンドや高精細解像度（フルHD/1920×1080p）に対応するなど、世界的な高精細度テレビジョン放送の移行に伴う形で進化が図られた。同社の家庭用ゲーム機として、PlayStationとPlayStation 2（CECHH以降を除く）のディスクソフトに対応した最後の機種である。
PlayStation Portable（以降、PSP）と同じくXMBのUIを採用し、PS2と比べてマルチメディア機器としての性格が強い機種となっている。
一方で、Cellの開発・生産コストが非常に高い上に、Cell自体にPS2の互換性がほぼ存在しなかったために、PS2に搭載されたEmotion EngineとGraphics Synthesizerの統合チップを搭載して下位互換機能を持たせたことで初期価格の高騰を招いた。
またBlu-ray Discドライブの生産体制の遅れにより初回出荷台数が8万台程度に抑えられた事に加えて、ハード高性能化に伴う開発コストの上昇などにより、多くのソフトウェアメーカーが参入に慎重な姿勢を示したことなどで、PS2と比較して苦戦を強いられた。
競合ハードであるWiiが新規ユーザやライトユーザのシェア獲得に成功し、約1年前に先行発売したXbox 360は海外で市場を築いたのに対して、本機はBlu-ray DiscとHD DVDの規格争いが終結していない最中で陣営戦略を含めての開発・製造となったため、発売当初は販売台数が伸び悩んだが、後に生産体制が整い、ハイビジョンテレビの普及と本体の低価格化とともにソフトラインナップが充実するにつれ、次第に売り上げは安定していった。
売上に関しては、2012年12月末時点での世界出荷台数は7700万台となり、発売7年目にして競合ハードのXbox 360を抜いて2番手となった。
2017年3月に全モデルが「出荷完了」、事実上の生産終了となった。2021年8月27日に『PS Store』でのサービス終了が発表されたが撤回。2021年10月27日には『PlayStation Vita』と共にクレジットカード類の決済方法が使えなくなった影響でCERO:Z作品がストアから削除された。

## 歴史
- 東京ゲームショウ2005で展示されたPS3本体。左からセラミックホワイト、サテンシルバー、クリアブラック
- 2005年に公開されたPS3の試作品の背面。実際に発売された初期型のPS3と比べていくつか端子類が多くなっている。
- 試作品のコントローラ

PS2が発売されて約1年が経った2001年3月9日に、スーパーコンピュータを意識した超並列プロセッサの開発が合意に至った。
存在が公になったのは、2005年5月16日にアメリカ・カリフォルニア州で催されたコンピューターゲームの見本市であるElectronic Entertainment Expo（以下、E3）であった。この時は試作品としての公開だったが、筐体は後に発売された製品とほぼ差異がなく、外部接続の端子類にのみ細かな違いがあった。ゲームコントローラは柄が長いものが公開されたが、製品に付属されたのは従来のDUALSHOCKのデザインを踏襲したSIXAXIS（シックスアクシス）となった。発売日は2006年の春と発表されたが、ブルーレイディスクの規格の裁定が終わるまで待機する必要があったことや、製造コスパの見直しなどが絡んだと思われ、実際は11月となった。
SCE CEOとしてPS3の開発を主導した久夛良木健は、E3時のインタビューにおいて「PS3が従来のゲーム専用機の枠に留まらない、エンタテインメントに特化した家庭用スーパーコンピュータ」であることをアピールした。ここで言う「エンタテインメントコンピュータ」とはゲーム、オーディオ・ビジュアルを含む広範な娯楽環境の提供、またパソコンと同様の“誰もが自由にソフトを制作できるオープンな開発環境を持つ”ことも意味し、ソフトウェアをユーザーが独自に開発できる環境（Linuxなど）を提供することで、PS3というハードの魅力に惹かれたパワーユーザーが独自のソフトを開発することも見込んでいた。しかし、第三者のOSを導入できる機能はフォームウェア3.21で突然削除された。
2005年5月17日、東芝とエルピーダメモリがPlayStation 3向け512メガビット（Mbit）XDR DRAMを発表した。
2006年5月に開催されたE3にて正式なデザイン、スペックと価格が発表されるとともに、発売日が11月中旬（日本では11日、欧米では17日）へと延期されることになった。発売されるモデルはハードディスクドライブ（HDD）容量が20ギガバイト(GB）と60 GBのふたつであり、両者にはHDDの容量以外にも細かな違いがあった。スペックについて当初は20 GBモデルにHDMI端子は非搭載とされたが、HDMI端子を搭載したテレビ受像機の急速な普及を受けて急遽搭載することとなった。価格は20 GBモデルが日本6万2790円（税込）、北米499ドル、欧州499ユーロ、同じく60 GBモデルがオープン価格、599ドル、599ユーロ。発売前に日本の20 GBモデルは49,980円（税込）に改定された。
発売2ヶ月前となる2006年9月、PAL地域（欧州の一部、ロシア、中東、アフリカ、オーストラリア）での発売が再々延期されたが、これにはブルーレイの読み出し装置に使われるレーザーダイオードの生産計画に遅れが出たためとされた。このことは日本や北米地域にも波及し、日本では初回出荷が8万台程度にとどまり、SCEアメリカの最高経営責任者が「北米地域では2007年の4月あるいは5月までに在庫として製品が確保できるだろう」と語るほどであった。
2006年11月11日、日本で発売。東京都内のヨドバシカメラ・ビックカメラの店舗では、開発を主導した久夛良木や丸山茂雄（当時SCE取締役）といったPSの生みの親が売り場に訪れ、直接購入客に手渡すパフォーマンスも行われた。
2007年3月23日、欧州で発売。欧州版の購入者でPLAYSTATION Networkに登録した先着50万人にBlu-ray Discビデオソフト「007 カジノ・ロワイヤル」を提供した。
2007年6月に久夛良木の後継としてSCEのCEOとなった平井一夫は前任者のメッセージが伝わりきっていない懸念を持ちながらゲーム機としての側面をアピールした。
2007年10月、PS2用ソフトの実行機能などが削除され大幅なコスト削減が図られた新型モデルが投入された。
2008年6月の中期経営方針説明会にはソフトの重要性を語りながらも、新規ユーザの獲得としてノンゲームとネットワークにも焦点を当てるとも説明した。
2009年1月20日、エルピーダメモリがPlayStation 3向け1ギガビット（Gbit）XDR DRAMを発表した。
2009年9月、内部部品の改良により軽量・薄型化が図られた120 GB/CECH-2000Aモデルが発売された。このときにロゴが「PLAYSTATION 3」から「PS3 PlayStation 3」に変更され、ゲーム用ディスクケースのUIも変更された。
2010年3月18日、SCEは『地上デジタルレコーダーキット「torne（トルネ）」（以下、torne）を発売した。
2011年3月29日、世界累計売上台数が5000万台に到達したと発表した。
2012年9月19日、更なる軽量・薄型化が図られたCECH-4000シリーズが発表された。
2012年11月4日、世界累計売上台数が7000万台に到達したと発表した。
2013年11月2日、世界累計売上台数が8000万台に到達したと発表した。
2014年12月、日本での販売台数が1000万台に到達した。競合機種のWiiも販売台数が1000万台を超えており、日本の据置型ゲーム史上初めて同世代・複数機種での1000万台到達となった。
2017年3月17日、CECH-4300Cが公式サイトで「近日出荷完了予定」と告知され、同月中には全モデルが「出荷完了」、事実上の生産終了となった。

### 各国の発売日
- 日本 - 2006年11月11日
- 香港 - 2006年11月17日
- 台湾 - 2006年11月17日
- アメリカ合衆国 - 2006年11月17日
- カナダ - 2006年11月17日
- シンガポール - 2007年3月7日
- アラブ首長国連邦 - 2007年3月22日
- サウジアラビア - 2007年3月22日
- イギリス - 2007年3月23日
- アイルランド - 2007年3月23日
- ヨーロッパ - 2007年3月23日
- オーストラリア - 2007年3月23日
- 南アフリカ共和国 - 2007年3月23日
- ニュージーランド - 2007年3月23日
- パキスタン - 2007年3月23日
- ロシア - 2007年4月20日
- インド - 2007年4月27日
- 大韓民国 - 2007年6月16日
- メキシコ - 2007年8月20日
- マレーシア - 2008年9月20日
- インドネシア - 2009年10月1日
- タイ王国 - 2009年11月1日
- ベトナム - 2010年1月16日
- フィリピン - 2010年3月27日

## ハードウェア

### デザイン
本体の当初のデザインは、PS/PS2のデザインを務めてきた後藤禎祐が続投した。PS2と同様に縦置き/横置きに対応した。横置き時の上面が曲面となっている。60 GB/CECHA00モデルのみ光学ドライブ周辺がクロムメッキされ、40 GB/CECHH00・80 GB/CECHL00モデルは銀色の金属製でないメッキ、20 GB/CECHB00モデルは本体色のままの黒プラスチックである。
CECH-2000A（~3000Bまでの）モデルの本体のデザインはそれまでと異なり曽我部卓によるもので、横置き時の上面の曲面部分は残しつつも全体的に大きく変更されており、表面には柔らかさを感じさせるシボ加工を新たに施している。

CECH-2000A発表前のロゴ(CECHAからCECHLまで）

CECH-2000A発表後のロゴ(CECH-2000A以降)

表記
PS2までのロゴは「PlayStation」と大文字と小文字による表記だったが、PS3の初期モデルではロゴが一新され、大文字のみの表記になった。その理由をSCEI社長の久夛良木健が語ったところによると、今までは商品名として「Play」と「Station」という2つの単語で構成していたが、これからの時代はコンピュータの1カテゴリとして「PLAYSTATION」が1つの単語になるという自負が込められているという。なお、このロゴのフォントは同グループのソニー・ピクチャーズ配給の映画『スパイダーマン』のロゴと同じだとみなされているが、小さなサイズでの視認性に欠けるとの理由もあり、2009年の薄型モデルチェンジにあたって、平井一夫社長体制での原点回帰を意図して改訂された。プレスリリース内では「PS3（ピーエススリー）」の略称が使用されていた。テレビCMには「PLAY BEYOND」のロゴとサウンドロゴも使用された。箱には大きくBlu-ray Discのロゴが刻印された。
CECH-2000A以降は、ファミリーを総称する「PlayStation」の表記に統一され、ロゴも「PS3」に変更された。
起動時
起動音はオーケストラチューニングがそのまま用いられているが、2009年のリニューアル前後では起動音が若干異なる。電源を入れてしばらくすると、画面上にXMBの背景と「PS3 PlayStation 3」の文字が浮かぶが、リニューアル前では「Sony Computer Entertainment」のロゴが浮かぶ。ここでシステムデータが正常に起動すると、メニュー画面に飛ぶ前に「注意:安全のため...」の表記が表示される。

### CPU
ヘテロジニアスマルチコア構成のCPUであるCell Broadband Engineを新規開発して搭載しており、Cellの中の8個の数値計算に特化したSPEをシェーダや物理シミュレーションに用いる事で並列計算が効いて高速化ができるなど、2006年発売でありながら2010年代に広く普及するAPUやGPGPUに繋がるような先進的な設計が行われている。
反面、Cellのアーキテクチャがほぼ8ストリームプロセッサそのものであるため、開発者にはソフトウェア並列化の知識を要求し、Cell内の汎用コアの性能が発売当時でも旧式化していたPentium 4未満の性能しか持たないため、PC向けのソフトウェアの開発手法を流用しても次世代機と呼べるほどのパフォーマンスを引き出せず、性能を発揮させるという意味ではソフトウェア開発を困難にした。そのため開発の難易度が高い本機はサードパーティにとっては参入障壁となり、ソフトウェアの品質にも差が生じた。基本的にはXbox 360の方がCPUの年代が少し古いものの、両者ともCPUがPowerPCベースである以上、グラフィック面や開発難易度ではかなり優位に立ち続けた。

### GPU
ソニー製品の中でGPUにプログラマブルシェーダを搭載した初のゲーム機となった。1080pでの映像出力に対応しているが、実際には見た目を大きく左右するテクスチャやシェーディングなどの処理負荷が掛かるためにレンダリング解像度としては1280×720（720p）が主流である。ただし、それでも1080pに対応したPS3のゲームも一部存在する。こうして今まで主流だったポリゴン単位でのシェーディングからテクセル単位のシェーディングに本格移行し、きめ細かい質感表現が可能になった。全てのゲームは480p画質に対応しており、最低画質の480iに対応するための処置である。
GPUには、GeForceシリーズなどで知られるNVIDIAと共同開発したRSX Reality Synthesizerを採用している。RSXは、NVIDIA社のPC用VGA「GeForce7800 GTX」に実装されているGPU（G70）をベースに、PS3内部で採用されている「Flex IO」インターフェイスを搭載したPS3専用のカスタマイズGPUである。単純な性能比較はできない GeForce7800GTXとはバーテックスシェーダ数（8本）、ピクセルシェーダ数（24本）が共通だが、動作周波数（GeForce7800GTX:430 MHz、RSX:500 MHz）、VRAMインタフェース（GeForce7800GTX:38.4 GB/s (256 bit)、RSX:22.4 GB/s (128 bit)）、CPUインタフェース（GeForce7800GTX:8 GB/s、RSX:35 GB/s）、ROPユニット（GeForce7800GTX:16基、RSX:8基）と異なる部分もある。ソフトによってはCellのSPEユニットによる描画の処理分散も行われている。
SCEではRSXの浮動小数点演算性能を当初1.8 TFLOPSであると発表していたが、この数字はRSXのベースになったといわれているGeForce 7800 GTX (G70) 430 MHzの313 GFLOPSの6倍弱であり、G70の次世代GPUであるGeForce 8800 GTX (G80) 575MHzの345.6 GFLOPS（G70の算出方法では約500 GFLOPS）をも上回ってしまう。これはマイクロソフトがXbox 360のシステム全体の浮動小数点演算性能が1 TFLOPSであると発表したことに対抗し、特殊な算出方法を用いたことによると見られているが、SCE・MSともに数値の内訳は明らかにしていない。
画像出力解像度は、PS2が720×480ピクセルに対し、PS3では最大1920×1080ピクセルのフルHD表示が可能であり、プログレッシブ表示にも対応している。

### 冷却・騒音・消費電力
高速CPU/GPUを使用するため、静音性と冷却の両立のため大型ヒートシンクと16センチメートル（cm）大型冷却ファンを搭載。40 GBモデルではCellが65 nmプロセス版に変わっているため、発熱が抑えられている。80 GBモデル（CECHL01/CECHK01）ではRSXも65 nmプロセス版になっており、更に発熱が抑えられている。
最大騒音は36デシベル（dB）（40 GBモデルは30 dB）と公表されている。2倍速のBD（データ転送量はDVDの6倍速に相当）ディスクドライブ、16 cm排熱ファンは共に回転速度が遅いため、薄型PS2に近い静粛性である。
仕様上の最大消費電力は380 W（40 GBモデルは280 W）と公表されているが、これは電源容量を指す。XMB使用時で約165から170 W（40 GBモデルでは約130から132 W）、BD-Video再生時には約170から174 W（40 GBモデルでは約134から137 W）、ゲームは約170から197 W（40 GBモデルでは約142から158 W）となる。また、最新ファームウェアにすることによって低下していることも判明した。
CECH-2000A（120 GBモデル/250ワット（W））では、45 nm版Cell、65 nm版RSX、更に小型化した250 W電源等によりレイアウトも変更されており、冷却機構も小型化され、ファンも10 cmファンに変更されている。XMB使用時で約76 W、BD-Video再生時には約83 W、ゲーム時は約81から101 Wである。

### メモリ
メインメモリには米国Rambus社開発の次世代メモリ「XDR DRAM」を採用。32ビットバス幅ながらDDR2 SDRAMのデュアルチャンネル転送の2倍のスピードに達するといわれる。I/Oインタフェースは米国Rambus社のFlexIO技術を採用し、HD品質の高精細画像をリアルタイム処理するために必要な転送速度を実現している。CPUにはXDR DRAMメインメモリが直結され、GPUにはGDDR3ビデオメモリが直結されており、NUMA構成を取る。レイテンシ・ペナルティがあるものの、CPUとGPUが相互に他方の専用メモリにアクセスすることも可能である。
SCE Europeが2009年に公開した技術文書によると、ファームウェアのアップデートによりOSのメモリ使用量が減り、ゲームや開発に利用できるメモリ量が70メガバイト（MB）増加した。メインメモリであるXDRが249 MB、そしてRSXと繋がるGDDRが213 MBとなり、計462 MBがゲームに利用可能になり、50 MBがOSに占有されている状況となった。リリース当初は120 MB占有していたOSが様々な機能追加などを行いながらも大きく軽量化しており、この軽量化はメインメモリであるXDRの解放とボトルネックとされるRSXへの新たな割付が行われる事で、PS3開発をさらに柔軟にした。

### Blu-rayディスク／ドライブ
ディスクドライブはスロットイン方式を採用し、ディスクはソニーやパナソニックなどが提唱する、当時「次世代DVD」と呼ばれた第3世代光ディスク規格である「Blu-ray Disc（BD）」を採用した。容量8.5 GB（2層）のDVDに比べ、BDは大きい記録容量（25 GB/50 GBが開発済み）を持つため、ゲームが記録容量の制約を受けにくくなった。ゲームによってはDVDでも容量は足りるが、著作権保護やDVDを開発した東芝からのライセンス代の回避などを考慮し、PSN配信作を除く全作品がBDを採用している。PS3はBD-ROMの他にBD-RとBD-RE(ver2.0)の読み出しも可能である。CPRM・AACSに対応、読み取り専用で書き込み不可である。2008年3月のシステムソフトウェア バージョン 2.20で、記録膜に有機色素を採用したLTHタイプBD-Rを正常認識するようになった。BD-XLには非対応。PS2と比べ、DVDでも機能の進捗が見られ、DVD-VRの項目表示、日本のデジタル放送を録画したブルーレイディスクの字幕表示・音声切り替え、全ての素材のDVD±RW、DVD±Rに対応している。

### ストレージ
セーブデータ保存にはHDD、メモリースティックの他、SDメモリーカードやコンパクトフラッシュなどのメディアを使用できる。またUSBマスストレージ規格に対応したストレージの接続も可能。その場合は2テラバイト（TB）が上限で、FAT32でフォーマット済みでないと認識しない（Game OS使用時）。内蔵HDDは1.5テラバイトまでしか正常認識しない。また、内蔵時計もPS2と同様ボタン電池で搭載している。さらに、CECHA/CECHBモデルはOSの根幹にかかわるデータをすべて内蔵NANDフラッシュに保存するが、コスト削減のためCECHHモデル以降はOSデータ（10GB以上）もすべてHDD依存となり、HDD認識と最後のバージョンアップ履歴にかかわるデータ、DVD/Blu-ray/PS1用などのリージョンコードのみをPS3本体のNORフラッシュメモリで保存するようになった。
カードリーダー/ライター
60 GBモデル（CECHA**）では、本体にメモリースティック、SDメモリーカード、コンパクトフラッシュと3種類のカードスロットが搭載されていて、横置きの場合におけるBDドライブ左に位置するカバーが開くようになっている（搭載していないモデルでは、カバーはついているが開かない）。内部的にはUSB接続だが、PS3上ではSDカード（コンパクトフラッシュ、メモリースティック）のアイコンがXMB上に表示される。TorneではMAGICGATE対応のメモリースティックを挿入することで、映像をエクスポートでき、一部のデバイス間でムーブ移動を行うことが可能。
メモリースティックのスロットにはメモリースティックDuoもアダプターなしで差し込める。同様にSDメモリーカードのスロットにはminiSDもアダプターなしで差し込める。各スロットにはアクセスランプもある。
HDD
PS3におけるハードディスクドライブ（HDD）は一般的な9.5ミリメートル（mm）厚で5400 rpmの2.5インチシリアルATAである。PS2のようなオプション装備ではなく標準装備である。例外的に2012年に欧州のみでHDD非搭載で代わりに12 GBフラッシュメモリを内蔵した廉価モデルが発売された。市販の1.5 TBまでの2.5インチSATAのHDDに交換可能である。1.5TB以上のHDDを装填すると、PS3本体が処理できるデータの限界を超えてしまうため、不具合が発生するリスクがある。また、Wii UのドラゴンクエストXやXbox 360のように外付けHDDにディスクデータを保存したり、外付けHDDからゲームを直接起動することはセキュリティ上の懸念から最後まで実装されることがなかった。

### 端子
HDMI端子
HDMI Ver.1.3a規格を搭載し、HDMIにて1080pに対応した製品は、PS3が初めてである。さらにPS3ではHDMI Ver.1.3規格の中でもオプショナル機能であるDeep Color (12bit)、x.v.Color (xvYCC) をサポートしている。また、HDCPは必須となり、PS3起動中は絶対にHDCPを解除することができない。
HDMI接続では、映像と音声の完全なデジタル出力が一本のケーブルを繋ぐことで可能となった。接続するHDMIケーブルについては、HIGH-SPEED規格を推奨している。CDのアップサンプリング出力（176.4 kHz出力）やDSDディスク（またはSACD）のハイビット・ハイサンプリング出力する場合などにおいては必須である。なお、HDMIを接続した場合でもPAL規格のDVD映像（または、480iの映像）は再生できない。
1920×1080/60pに対応した初めてのソフトは、ローンチタイトルの『リッジレーサー7』である。
当初はHDMI端子の自動認識がなく、RCA端子等にて接続して設定する必要があったが、システムソフトウェア バージョン1.60からは、電源ボタンの長押しによるHDMI端子の自動認識に対応した。
システムソフトウェア バージョン1.80から、HDMI出力のみハードウェアスケーラ機能が使用できるようになり、PS/PS2/DVDビデオではこの機能を使うことで描画解像度は低いままで出力解像度を1920×1080iに「アップスケール」（アップコンバート再生）、つまり拡大して出力することができるようになっている。しかし、480pと720pのみに対応するPS3タイトルについてはD3端子（480i, 480p, 1080i）の解像度にしか対応していないテレビに出力する際、強制的にSD解像度（480p）で出力される問題は解消されていない（720pから1080iへのコンバートは行われない）。
USB端子
2個装備（日本ではCECHA00,B00のみ4個）。パソコンでも使われている通常のキーボード、マウスも接続して使用可能。USBメモリにも対応しデータ保管に使える。PlayStation 2用のゲームの起動時にもほとんどの周辺機器が問題なく使用可能。同時接続できるデータ保管用メディアはメモリーカードリーダライタに接続している物を含めて9台までである。
ウォークマンの一部機種、PlayStation Portable、PlayStation Vitaなどのその他ソニー製品も個別認識に対応している場合がある。
PlayStation Storeへのチャージに使えるEdyのカードリーダーもUSBで接続する。
ネットワーク
10BASE-Tおよび100BASE-TX、1000BASE-Tをサポートするイーサネットインタフェースを備える。
20 GBモデル以外では、IEEE 802.11 b/g準拠の無線LANを搭載する。
Bluetooth
Bluetooth（バージョン2.0)がPS3本体に標準で内蔵されており、DUALSHOCK 3(SIXAXIS)、PlayStation Move モーションコントローラ（一部型番）とナビゲーションコントローラ、PS3専用無線リモコンなどを接続できる。オーディオ機器も接続は可能であるが、PS3ではボイスチャット用にしか使用できない。これはPS3本体にヘッドホンを接続した場合も同様である。なお、PlayStation Move モーションコントローラはPS VRの都合上、PS4やPS5にもペアリングすることが可能である。ただし、PS VR登場以降に発売された新型番のPlayStation Move モーションコントローラーのうち、CECH-ZCM2JはPS3に接続できない。

#### AV出力
AV出力端子には、PS/PS2に採用されてきたアナログ出力AVマルチに加え、デジタル出力HDMIを搭載（本体付属するのはコンポジット端子出力のAVマルチケーブルのみ）。音声出力として光デジタル出力端子も引き続き搭載。
AVマルチ出力においては、PS/PS2用既存ケーブルの流用も可能で、PS/PS2と同様、コンポーネント映像端子・D端子・SCART端子（欧州向け）・S端子・RCA端子（コンポジット映像）・RF端子・VGA端子での出力が可能である。AVマルチ出力でもD1 (480i)からD5 (1080p) までの解像度をサポートしている。ただし、DVDビデオ、BDビデオはHDMIを使用しない場合はRGBでの出力ができず、強制的にY/Cb/Cr信号に変更されるほか、発売当初はD端子出力と同様に市販DVDのアップコンバート出力はできなかったが、システムソフトウェア バージョン1.80以降で対応された。また、DVD/BDの映像信号の色補正をリミテッドとフルで再生中に自由に選択することが可能である。
AVマルチ入力端子を持つソニー製テレビとの接続には、AVマルチケーブル（VMC-AVM250または互換品）を用いることによってケーブル一本で映像と音声の伝送が可能。なお、一部機種ではD3/D4接続が可能であるが、設定の際は画面の指示通り「AV MULTI」を選択してはならず、「コンポーネント / D端子」を選択して設定する。画質は最大480pである。（一部機種のみの対応となっているためか、公式仕様とはなっていない）
システムソフトウェア バージョン3.30からゲーム3D映像に対応、 バージョン3.50からBlu-ray Discの3D映像に対応した。ただし、HDMI方式による3D映像となり、3D対応テレビ、3D映像用の眼鏡などが別途必要となる。セキュリティ上の都合からUltra HD Blu-ray、BD-RE Ver1.0には対応していない。(PS4も同様。）
サウンド処理は主にSPEが担当し、全てソフトウェアで行う。Xbox 360作品と同様、ゲームプレイ時にはほぼ全部のタイトルでDolby Digital 5.1chのリアルタイムエンコードに対応する。一部ではより高音質のDTS Digital Surround 5.1chや、無圧縮変調方式であるLinear PCM 7.1ch/5.1chなどにも対応しており、中でも多くのSCE製タイトルはLPCM 7.1chまで対応している。Torneはメインbgmがすべて2ch出力となり、地上波でサラウンド音源の番組を視聴する場合のみ5.1ch出力となる。また、DTS/Dolby Digital出力はTorneの起動中に可能だが、出力優先順位はPCM<Dolby Digital<DTSとなる。
Blu-ray Discに採用されたロスレスオーディオコーデックでは、Dolby TrueHDとDTS-HD Master AudioをLinear PCMに変換して出力するが、初期モデルではこれらのビットストリーム出力がサポートされておらず、ビットストリーム出力を選択してHDMIで接続していても、旧来のDolby DigitalおよびDTS Digital Surround（DTS-HD Master Audioのコア部）で出力される。のちにビットストリーム出力は全モデルで可能となったが（システムソフトウェア バージョン3.00以降）、CECH-2000より前のモデルでのビットストリーム出力を経由しないDTS-HD、ドルビーTrueHDの通常再生はLPCM変換を経由する。
デコード自体には対応しているため、HDMI接続によるLinear PCM 7.1ch/5.1ch再生に対応さえしていれば、Linear PCM出力を選択することにより同等のサウンド出力は可能で、のちに未対応だったDTS-HD Master Audioのデコードについても2008年4月15日のVer.2.30にてサポートされた。PS3のように次世代オーディオコーデックのデコード機能まで搭載したBDプレーヤーは数少ない状態であった。この仕様上、初期モデル(~CECHL00)ではドルビーアトモス,DTS:Xをビットストリーム出力できないことから事実上非対応である。
音声出力はアナログ音声端子・HDMI端子・光デジタル音声端子のいずれか1つを選択し、それ以外の音声端子には音声は出力されないが、音声同時出力を設定することでその他の出力端子にも2.0ch　LPCMでのみ同時出力が可能であり、システムソフトウェア バージョン3.00以降で対応された。
HDMIケーブルを使用してホームシアター・サウンドバーとARCを経由せずに直接接続する場合の音声切り替えには対応していないため、ホームシアターを接続し、音声出力を最適化した後にテレビの音声に戻すと予期せぬ不具合が発生するリスクがある。また、PS3では7.1ch LPCM音源をダウンコンバートする機能は存在しない。PS4 Pro/PS4前期モデルでは7.1ch音源を5.1chにダウンコンバートしてS/PDIFから出力する設定が整備されたものの、PS5以降はS/PDIF端子が本体から廃止された上、ゲーム内のサラウンド出力がほとんどLPCMに統一された。

### コントローラ
本体に同梱された当初のコントローラはあくまでPlayStation 2のDUALSHOCK 2のマイナーチェンジモデルという位置付けになっているが、ワイヤレス、6軸検出システム、中央のANALOGボタンの代わりに無線認識などに用いるPSボタン、L2・R2ボタンがトリガー式になる、振動機能が付いていないなどの変更点がある（詳細は仕様を参照）。
SIXAXIS（シックスアクシス）
「SIXAXIS」の形状は、従来のDUALSHOCK 2とほぼ同じだが、振動機能にちなんだ従来名称は廃止され、モーションセンサー（6軸検出システム）の軸数にちなんだ新名称となる。
Bluetoothによるワイヤレス通信接続が可能となり、従来のケーブルやマルチタップ等の煩わしさから解放され、リモートによる電源投入も可能となった。ただし、PS/PS2ソフトのエミュレーション時のみ、コントローラーの対応番号はマルチタップの挙動も考慮された番号割り振りも設定が可能であるものの、PS/PS2で理論上接続可能な最大コントローラー数の8台は、PS3本体のコントローラーの接続上限が7台であるため再現が不可能である。また、USBケーブルによる有線接続と急速充電が可能である（充電は本体起動時のみ可能。起動中のPCにSIXAXISを接続しても充電のみであれば可能）。初回使用時は、USB経由でPS3本体に接続し、中央のPSボタンを押してペアリング（Bluetoothの相手となる機器の組み合わせを認識）させる手順が必要となる。一度ペアリングさせれば、次回以降この手順は必要ない。本体に通電をした直後でも、コントローラーを事前にペアリングしていればその状態からPSボタンを押すだけで無線起動が可能である。
コントローラの新要素は、アナログスティックの精度向上（8ビットから10ビットへ）、R2/L2ボタンのトリガー化、3軸加速度と3軸回転（前後左右傾き・左右振り）を検出する6軸検出システム「モーションセンサー」で、より直感的に操作できる。従来あった振動機能は搭載されていないが、以前の感圧入力機能も引き続き搭載され、DUALSHOCK 2は172gだったが136gへの軽量化も実現している。ただし、初期に製造されたDUALSHOCK 3やSIXAXISはトリガーの誤動作が頻繁に発生しやすい問題も存在した。本体の初期設定にもコントローラーは必須となる。
なお、SIXAXISに振動機能が搭載されない理由として、当初は開発担当者のインタビュー上で「モーションセンサーとの併用が技術的に難しいため」であるとされていたが、後にSCEA（SCEのアメリカ法人）のCEOのインタビューで「技術的には可能だったが、価格が高くなるため戦略的な問題を理由に外した」と訂正されている。
SIXAXIS(DUALSHOCK 3)は拡張アタッチメント用の端子が搭載されていないため、充電キットやキーパッドをコントローラー上に搭載する場合はUSB Mini-B端子を経由する必要がある。また、充電はUSBのACアダプターとコントローラーを接続するだけでは不可能である。この仕様はDUALSHOCK 4,DualSenseでも同様である。PS Vita（Vita TVを除く）では本体に付属する専用のACアダプターを経由すること、または充電専用のMicroBケーブルを使用することで充電が可能である。
DUALSHOCK 3

2007年11月11日より、「SIXAXIS」にフォースフィードバック機能（振動機能等）を追加した「DUALSHOCK 3」が発売された。振動機能は、既に発売されている一部ソフトに対しても、ネットワークを利用したアップデートで対応した。2008年10月発売の80 GBモデル以降は標準で同梱されている。2011年6月より発売されたCECH-3000シリーズでは、PS3コントローラの裏面表記変更、USB接続による電圧を追記（DC3.7V 300mAからDC5V 500mA）。旧DUALSHOCK 3と新DUALSHOCK 3は裏面のシール、またはトリガー部分の切れ目で判別が可能である。型番は無印のバージョンと改良版のA1型、A2型が存在し、基板の小型化やトリガーの耐久性に関する大幅な改良が加えられたのはA2型のみである。
重量は約193 gで、振動モーターの追加のみでSIXAXISの136 gやDUALSHOCK 2の172 gを上回る。

### 仕様
SCEがマニュアルや公式サイト上で公開しているデータに基づく。システムソフトウェアのアップデートにより拡張された仕様も含む。クロック周波数・性能の数値は2006年のE3で発表されたもの。2006年のE3以降は公式には発表されていない。
- 外形寸法 （幅、高さ、奥行き）突起物含まず
  - CECH*00シリーズ 約325×98×274 mm
  - CECH-2000/3000シリーズ 約290×65×290 mm
  - CECH-4000シリーズ 約290×60×230 mm
- 重量
  - CECHA00/CECHB00 約5 キログラム（kg）
  - CECHH00/CECHL00 約4.4 kg
  - CECH-2000 約3.2 kg
  - CECH-2100/2500 約3 kg
  - CECH-3000 約2.6 kg
  - CECH-4000 約2.1 kg
- 定格電源
  - CECHA00・CECHB00 最大約380 W
  - CECHH00・CECHL00 最大約280 W
  - CECH-2000 最大約250 W
  - CECH-2100/2500 最大約230 W
  - CECH-3000 最大約200 W
  - CECH-4000 最大約190 W
- CPU
  - Cell Broadband Engine
  - クロック周波数 - 3.2 GHz
  - 1基のPowerPCベース 64ビットコア（PPE）
  - 1基のVMX ベクトルユニット（PPEに内包）
  - 512KB 共有L2キャッシュ
  - 8基のSPE（うち1基は冗長性確保のため非使用（つまり不良コアが1基あっても品質に影響がない。詳しくは後述）。またOS用に常時1基が確保されているため、アプリケーションが使用可能なのは6基）。
    - 7基の128 bit 128 SIMD GPRs
    - 7基の256KB SRAM（各SPE用）

  - 浮動小数点演算性能 - 218 GFLOPS
- GPU
  - RSX Reality Synthesizer - NVIDIAとの共同開発であり[57]、GeForce 7800 GTX (G70) がベースだが、メモリバスなどの仕様が異なる。
  - 描画コア＋512 Mbit GDDR3 SDRAM x4枚。
  - クロック周波数 - 500 MHz
  - ユニット数 - 24 PS / 8 VS / 8 ROP
  - メモリインターフェイス - 128 bit
  - 浮動小数点演算性能 - 224 GFLOPS[58]
  - フルハイビジョン（最大1080p） x2 チャンネル
  - 汎用プログラマブル並列浮動小数点シェーダーパイプライン
- メモリ
  - 主メモリ - 256 MB XDR DRAM @ 3.2 GHz
  - VRAM - 256 MB GDDR3 (128bit) @ 650 MHz
  - システム転送速度
  - 主メモリ - 25.6 GB/s
  - VRAM - 22.4 GB/s
  - FlexIO
    - RSX - 20 GB/s (write) + 15 GB/s (read)
    - サウスブリッジ - 2.5 GB/s (write) + 2.5 GB/s (read)
- サウンド
  - デコード、エンコードともにすべてソフトウェア処理(Dolby,DTSコーデックとLPCMサラウンドの相互変換はメディアディスク再生時のみ）
  - PS2ソフトのDolby Digital/DTS音源の出力も対応。ただし、S/PDIF出力のみ対応[59]。
  - PS3ソフトはDolby Digital/DTSまたはLPCM5.1ch、LPCM7.1ch、LPCM2chのみ対応
  - デコード
    - Dolby TrueHD（最大7.1chまで Blu-ray Disc再生時）
    - DTS-HD Master Audio（最大7.1chまで Blu-ray Disc再生時、CECH2000以降のみ対応）
    - DTS-HD High Resolution Audio（最大7.1chまで Blu-ray Disc再生時、CECH2000以降のみ対応）
    - Dolby Digital（最大5.1ch（EXの場合疑似6.1ch）まで ゲームプレイ時 Blu-ray Disc再生時 DVD-Video再生時）
    - Dolby Digital Plus (最大7.1ch、PS3本体にデコード表記が正式に追加されたのはCECHL以降）
    - DTS Digital Surround（最大5.1ch（ES Discrete/Matrixの場合6.1ch）まで ゲームプレイ時 Blu-ray Disc再生時 DVD-Video再生時）
    - Linear PCM（最大7.1chまで ゲームプレイ時 Blu-ray Disc再生時 DVD-Video再生時 CD-DA再生時）
    - AAC（最大5.1chまで Blu-ray Disc再生時 Torneのエクスポート動画ファイルの再生時など[注釈 14]）
    - MP3（最大2.0chまで 音楽ファイル再生時）
    - ATRAC3 plus（最大2.0chまで ウォークマンシリーズからインポートした音楽ファイル再生時）

  - エンコード
    - Dolby Digital（最大5.1ch ゲームプレイ時）
    - DTS Digital Surround（最大5.1ch ゲームプレイ時）
- ディスクメディア
  - CD
    - 物理フォーマット - CD-ROM、CD-R、CD-RW、SACD Hybrid（CD層）、DualDisc（音楽専用面）
    - アプリケーション - PSソフト、PS2ソフト（一部モデルのみ）、CD-DA

  - DVD
  - PS2と異なり、すべての材質の録画用DVDに完全対応
    - 物理フォーマット - DVD-ROM、DVD-R、DVD-RW、DVD+R、DVD+RW
    - アプリケーション - PS2ソフト（一部モデルのみ）、DVD-Video（DualDiscも対応）、DVD-VR（CPRM対応）、DVD+VR、AVCHD

  - Blu-ray Disc (BD-ROM、BD-R、ver 2.0以降のBD-RE、Blu-ray 3D、24fps出力にバージョンアップで対応)
  - AACSキーは本体フォームウェアの更新で対応
    - 物理フォーマット - BD-ROM、BD-R、BD-RE
    - アプリケーション - PS3ソフト、BD-Video（BDMV）、BDAV、Blu-ray 3D

  - Super Audio CD（CECHA/CECHBのみ）、規格に沿ったDSDディスク
- コントローラ（SIXAXIS / DUALSHOCK 3 / PlayStation Move モーションコントローラ / PlayStation Move ナビゲーションコントローラ/リモートコントローラー（旧型番と新型番）/ワイヤレスキーボード/ワイヤレスマイク/Pulseヘッドホン（海外のみ））
  - Bluetooth （最大7台、PSP go以降とは異なり、無線スピーカーは使用できず、スピーカー系のBluetooth周辺機器はすべてボイスチャット用ヘッドホンとみなされる。）
  - USB（有線接続）
  - Wi-Fi (PSP)
  - Network (over IP)
- 通信
  - Ethernet - 10BASE-T/100BASE-TX/1000BASE-T x1
  - 無線LAN - IEEE 802.11 b/g（Wi-Fi認証取得、CECHBを除く）[注釈 15]
  - 無線PAN - Bluetooth 2.0 (EDR)
- AV出力
  - 解像度 - 480i, 480p, 720p, 1080i, 1080p（一部アプリケーション使用時は2160p対応。他のシステム使用時はWXGA, SXGA, WUXGAに対応。いずれもHDMI出力の場合のみ）
  - アナログ出力 - AVマルチ×1（RF、コンポジット、S端子、D端子、SCART端子、VGA端子）
  - デジタル出力 - HDMI 1.3a出力×1（Deep Color (12bit)、x.v.Color (xvYCC)、3D映像対応 | HDR10、ドルビービジョン、ALLM、VRR、120fpsは非対応）
  - デジタル音声出力 - S/PDIF 光デジタル 角型×1
- I/O
  - USB 2.0ポート - 前面 x4（CECHA/CECHB以降は2ポート）
  - カードリーダー/ライター（CECHAのみ）
    - メモリースティック 標準/Duo、PRO x1
    - SDメモリーカード 標準/mini×1（SDHC規格対応）
    - コンパクトフラッシュ (Type I/II) x1
- ストレージ
  - 2.5インチシリアルATA接続ハードディスクドライブ x1（交換可能）
- メディア再生機能
  - 動画 - MPEG-1, MPEG-2 PS/TS, H.264/MPEG-4 AVC, MPEG-4 SP, DivX, WMV, AVCHD
  - 音楽 - ATRAC (.oma .msa .aa3), AAC (.3gp .mp4), WMA (.wma), MP3 (.mp3), リニアPCM (.wav)
  - 静止画 - JPEG, GIF, PNG, TIFF, BMP

## 内蔵機能

### PS/PS2との互換性
日本ではCECHB（20 GBモデル）/CECHA（60 GBモデル）のPS3ではPS/PS2用ソフトを、CECHH（40 GBモデル）からCECH-4300（500 GBモデル）まではPS用ソフトのみがプレイ可能である。ただし、PS2用エミュレーションはPS2クラシックス作品をPS2互換非対応モデルで起動する場合以外はすべてEE/GS依存の完全ハードウェアエミュレーションになり、PS1作品はPS1のOSをほぼ完全にコピーしたエミュレーター、およびディスクデータのみで起動するソフトウェア依存のエミュレーションになる。PS2のエミュレーターではハードウェア・ソフトウェアどちらで起動しても画面サイズは本来の出力画面から数パーセント収縮された状態で表示される。
認識するとPlayStation規格ディスク（CD・黒ディスク）・PlayStation 2規格ディスク（CD・青ディスク）・PlayStation 2規格ディスク・DVDビデオ（DVD・金ディスク）・音楽CD・SACD（CD・銀ディスク）・PlayStation 3規格ディスク（BD・銀ディスク）のアイコンが表示される。
プロセッサアーキテクチャがPS/PS2と異なるために、PS用ソフトに対しては全モデルともソフトウェアによるエミュレーションによって互換性を持つが、PS2（CECHH以降を除く）については互換性を高めるため、後期のPS2に搭載されたチップ「EE+GS」（EE・GSのワンチップ版）を搭載し、このためにDRDRAMを2つ搭載している。ただし、欧州版60/80 GBモデルではEE+GSチップとDRDRAMは無くなり、GS相当のチップのみ搭載しており、EEをソフトウェアエミュレーションする（この場合、EE+GSチップの場合よりも互換性は低くなる）ことによってPS2用ソフトのプレイを実現している。そのため、PS2のゲーム中にPS3の本体の電源を切る場合は、一度OSの切り替えが内部で行われてしまう（電源ランプの点滅速度で判別が可能）。CECHA、CECHB、CECHC、CECHE以外では低価格・低消費電力化を理由に、前述のハードウェアによるCECHA、CECHB、CECHC、CECHE以外はPS2互換のための部品が省かれPS2非対応となった。PS2向けソフトは本体OSに隠し搭載されたパッチデータにより、ほぼすべてのソフトが問題なく動作するが、まれに起動不可能なものや深刻な不具合を抱えた作品も存在。PS2向けのUSB周辺機器も一部（ステアリングコントローラー、Eyetoyなど）は対応しているが、非対応のものも存在。PS2のゲームがディスク経由で起動する場合、コントローラーやUSBの接続が一度すべて遮断されるため、Torneの地デジチューナーの録画は中断され、コントローラーはPSボタンを押して再度ペアリングする必要がある。

### PlayStation Portable/PlayStation Vita(PlayStation Vita TV/PlayStation TV)との対応

#### PSPとの連動
PS3のローンチ直後から、これらの機能をインターネット回線の接続、PlayStation Networkの接続などで以下の機能が随時使用できるようになった。
- PS3本体上のPlayStation StoreでPSPに対応したゲームを購入し、PSPの購入したゲームデータを転送できる。また、PSPとPS3を有線接続するか、PSP本体で使用していたメモリースティックデュオをPS3に接続することで、セーブデータをPS3本体に転送させることができた。ただし、2022年ごろでPSP→PS3間の購入したゲームデータ転送は不可能となった。[60]
- PlayStation Store上から「アドホック・パーティー」をインストールすれば、PSP（または、PS Vita上のPSP互換対応作品、PS Vitaの一部作品）のアドホックモードに対応したゲームで、PSPのローカルマルチプレイ用のサーバーをインターネット回線上に構築できた。ただし、CECHB00モデルのみアドホック・パーティーを使用できない。
- PSP Remasterに対応したPS3用作品をディスク(PS3用BD-ROM)、またはダウンロード版でプレイできる。ただし、画質やゲーム本編の内容は完全にPSP版と同じものであり、ゲームデータは強制インストールとなる。[61]なお、PSP用のゲームデータを使いまわした本編をPS3上でプレイできるコンテンツの「PS3 Minis」とは別物で、Minisの作品は日本リージョンのPS3本体でプレイできない。
- PS3本体とPSP本体を有線接続してPSP本体のデータをPS3上に登録させた後、PSP本体からリモートプレイが起動できる。[62]
- PS3本体とPSP go本体、USBケーブル二本を使用すれば、PSP goにDUALSHOCK 3を登録できる。[63]

#### PS Vitaとの連動
PS3側のOSのバージョン3.00でこれらの機能が解禁された。
- PS VitaとPS3本体を無線かUSBケーブルで接続すると、PS Vita側の「コンテンツ管理アシスタント」アプリケーションから、ゲームデータなどの移動、およびPS Vita本体のバックアップデータの保存・リストアが可能である。PS3本体側からPS Vitaで転送させたデータを個別に閲覧することは不可能であるが、バックアップデータの削除は可能。[64]
- PSP本体と同様にリモートプレイが可能であるが、PS3との初回の連動方法は無線のみ。クロスコントローラーも使用可能。[65]

### ビデオ
当時の家庭用テレビ規格では最高画質のプログレッシブフルハイビジョン（1920×1080p）でBDビデオ（バージョン3.50からBlu-ray 3Dにも対応）やDVDビデオ、ハイビジョン映像記録規格AVCHDの再生、MPEG-2（PS、TS）、MPEG-1、H.264/MPEG-4 AVC、MPEG-4 SP、DivX、VC-1形式の各種動画データなどに対応した。サーバーに接続した場合、Windows Media Centerで録画した番組DVR-MS形式のファイルが見られる(いわゆるDLNA)。PS3側ではMPEG-2として認識される。AVIに格納されたDivX形式の動画など格納コンテナの異なるものでも、再生に対応したデータ形式であれば再生できる。ただし、VC-1 (WMV) 、ATRAC、DTCP-IP、AACの再生に関してはインターネット接続によるアクティベーションを要する。DivxはPS3側に記載されたアクセスコードをDivxのウェブサイトで入力し、配布されたアクティーベーション用のビデオを再生することでアクティベーションが可能。
このようにPS3が対応する動画形式は、後発のPlayStationシリーズに比しても秀でて多く、DLNAを介した動画再生での安定性がある。
PSP-2000、PSP-3000のみ対応のワンセグチューナーや、ワンセグ録画対応ウォークマンで録画したテレビ番組はPS3本体にムーブ可能である。
CECH-4200シリーズ以降は、BDビデオなどの著作権保護技術の適用されたコンテンツからの映像出力はHDMIでのみ出力されるように変更されている。
アップコンバート
アップコンバートの品質はアニメに対して特に配慮しており、『AIR』のBD版（SDからのアップコンバート）とDVD版を見比べた時に同レベルの見栄えになるようにしたという。
ビデオ編集＆アップロード
バージョン3.40から動画ファイルの編集やFacebookやYouTubeにアップロードすることができるようになった。ただし、システムソフトウェア更新前に保存されたビデオや著作権保護があるビデオには対応しない。
ディスクリジューム
本体に再生情報が記録されるためディスクを取り出したり電源を切ってもリジューム（途中）再生が可能である。ただし、リジュームを任意で設定することはできない。DVDの場合はディスクデータを一枚分のみ記録することができるが、Blu-ray Discの場合はディスクによって対応の可否やリジューム機能の互換の状況が変動する場合がある。

### ミュージック
ATRAC、AAC、WMA（システムソフトウェア バージョン1.60以降）、MP3、WAV形式の音楽データに対応する。音楽CDをATRAC、AAC、MP3いずれかの形式でHDDへリッピングすることにより、ジュークボックスとして利用することが可能である。CDからのリッピングでは、WAVデータには対応しておらず、WAVデータの取り込みは、USBメモリやiPod、ウォークマンなどを用いてのUSB接続によるか、LAN機能を用いた方法でのみ可能である。WAVでは16 bit, 44.1 kHz以外のデータを再生することができない。プリエンファシスが掛かったCD-DAを再生すると、ディエンファシスされず出力される。また初期モデルのみSuper Audio CD（SACD）にも対応する。DSDの再生に関しては、SACDとDSDディスクでのみ再生できる。
アップサンプリング
音楽CDのアップサンプリング（88.2kHz／176.4kHz）や、SACD対応機ではビットマッピングによる高音質化にも対応する。バージョン3.00よりHDDに取り込んである音楽データのアップサンプリング再生にも対応する。
ビジュアライザー
音楽再生時はビジュアライザーを利用できる。プレイリストを作成して写真のスライドショーと同期させたり、インターネットブラウザ・Folding@homeや一部のゲーム実行時にバックグラウンド再生することも可能である。ビジュアライザーは地球の3Dモデル（NASA提供）が見える映像、3Dの波長、XMBの背景がピンク色になったものの３つが存在する。

#### Super Audio CD
日本ではCECHA00,CECHB00のモデルのみで、SACD層のみ、またはCD/SACDハイブリッド記録方式のSuper Audio CDを再生できる。Super Audio CDはディスク単体にすべてのインデックス情報が記録されている（ジャケット写真は除く）。S/PDIF端子からは2ch LPCM音源しか出力できない。また、SACDに本来かかっている暗号化データを解除してアナログ出力端子・HDMI端子から音源を出力する問題があったため、リッピングに利用されることからCECHHモデルでSACD再生機能は非搭載となった。なお、DSDディスクはすべてのPS3モデルで再生可能。

### フォト
JPEG、GIF、PNG、TIFF、BMP形式の静止画データに対応した。写真がひらひらと舞い落ちるようなものや、顔認識技術により被写体の顔をフォーカスしながら移り変わっていくスライドショーがある。エプソン・キヤノン・HP製の一部プリンターをUSBやLAN接続して印刷が可能である。写真の管理ソフトは無料でPlayStation Network上からダウンロードできる。
4K
「PlayView」やPlayMemories 4K Edition、PlayMemories Studioにより2160p（3840×2160、Quad HD、4K）にも対応する。
フォトギャラリー
バージョン2.60からフォトギャラリーが追加され、時系列で線をたどって並べるアルバム表示や、顔の数や笑顔に撮影カメラ等のさまざまな要素で分類、フレームつきプレイリスト作成などフォト閲覧の機能が強化された。バージョン3.40からPSNエリアからFacebookやPicasaウェブアルバムの写真を見たり、フォトギャラリーの写真をPSNのフレンドとシェア（共有）できるようになった。また、アルバムのタイトルと説明の編集や、写真へのコメント記入もできるようになった（FacebookまたはPicasaアカウントが必要）。

### ネットワーク
メディアサーバー
音楽・映像・画像の視聴・閲覧機能やネットワーク機能のリモートプレイにより、家庭内LANもしくは家庭外インターネット環境下でメディアサーバーとして利用できる。USBストレージも利用可能だがNTFSには非対応であるため、何があってもUSBメモリのフォーマットはFAT32かFAT16にする必要がある。DLNAクライアントになることも可能でありパソコンなどのDLNAサーバー上にある映像や動画、音楽データを再生することもできる。本来DTCP-IPに対応していなかったため著作権保護されたデジタル放送の再生などには非対応であったが、バージョン3.00からDTCP-IPへ対応しており、対応するメディアサーバーを検出したときのみ、XMB左側にある設定メニューにDTCP-IP接続を有効にする項目が現れる（この機能は日本以外では意味がないため、対応メディアサーバーが検出されないときは設定項目が隠れている）。2009年9月1日現在ではソニー製のBDレコーダーの一部の機種のみ、対応を公式に発表している。また、nasneを接続した時も同様である。なお、同時に認識できるメディアサーバーは最大4台までである。
インターネットブラウザー
PlayStation 3にはウェブブラウザが標準搭載され、ウェブサイトの閲覧が可能である。閲覧だけではなく、ブックマークの保存、文字サイズの変更、表示文字コードの変更、アクセスしたウェブページのURL履歴の表示、JavaScriptのサポート、プロキシサーバの設定など、一般的なブラウザに匹敵する機能がある。リンクなどの操作はパソコン同様にマウスポインタを使用し、アナログスティックやカーソルキーで操作する（マウスも使用可能）。
ページ上の画像や動画もダウンロード可能である。これらのデータはHDDや記録メディアに保存され、画像や動画はダウンロードしてすぐ楽しむことができる。音声についても、対応している形式であればダウンロードして保存後すぐ再生できる。更にAdobe Flash Player 9（古いシステムソフトウェアではFlash Player 7）を搭載し、サイト上のFlash動画なども閲覧できる。また、6つのウインドウが用意され、複数のリンクを開くことなく複数のページに同時アクセスでき、各ウィンドウを縮小表示することもできる。
2008年10月、システムソフトウェア バージョン2.50でAdobe Flash 9に対応した。これにより、Flash Player 7では対応できなかったサイトを閲覧したり、ニコニコ動画が視聴できるようになったほか、YouTubeなどの動画の動きが若干なめらかに表示されるようになった。
2009年9月、システムソフトウェア バージョン3.0で名称が「インターネットブラウザー」に変更された。
Life with PlayStation
2007年3月22日からPS3による分散コンピューティングでの社会貢献の一環としてFolding@homeに参加でき、2008年2月5日には参加者が100万人を突破した。
2008年9月18日よりFolding@homeを統合し「Life with PlayStation」として無料提供を開始した。その場に居ながらにして世界各都市（約60都市）のニュースや天気、気温、ライブ映像が得られる情報サービスで、地球上の雲の様子もリアルタイムで表示している。チャンネル切り替えで画面切り替えが可能であり、世界の情報を得られるライブチャンネルと、Folding@homeチャンネル、ユナイテッド・ビレッジチャンネル、世界遺産 by αCLOCKチャンネルの4つが有る。BGMはデフォルトのものだけでなく、HDDに入っているものからも選曲が可能である。デフォルトのテーマは朝、昼、夜とで変化し、起動時と1時間ごとに時報的に再生される。リモートプレイ機能にも対応している。
2009年5月7日に1.1へのバージョンアップされ、世界各地の暮らしの1コマを紹介する「ユナイテッド・ビレッジ」が追加された。
2009年8月11日に世界遺産を写真で紹介する「世界遺産 by αCLOCK」が追加された。
2012年11月、サービス終了。
リモートプレイ
PSP、PlayStation Vita、VAIO一部機種などの画面上でPS3の各種機能が遠隔操作できる機能である。PSPとの連動による「リモートプレイ」は、PS3の画面をMPEG-4/480pに変換・転送し、PSPでのネイティブな操作・視聴が可能となる、簡易ロケーションフリーを実現した。
PS3の画面をリアルタイムで480pのMPEG-4 Simple Profileに変換し、ストリームとして無線LAN経由でPSPに伝送する。ビットレートは256・512・768・1024 kbpsの中から選択できる。ただし、全ての機能に対応しているわけではなく、HDD上の写真・ビデオ・音楽の視聴、ごく一部のアプリの動作などが対応している。ゲームアーカイブスも含め、PS用ソフトは全て対応している。PS2用ソフトは対応していない。リモートプレイ中にDUALSHOCK 3を接続し、×ボタンを押すとリモートプレイはゲームの起動中でも強制終了できる。
20 GBモデルは無線LAN機能が非搭載で増設も不可のため、無線LANを用いたPSPとの連動が制限されていたが、システムソフトウェア バージョン1.60で無線LANルーター経由のリモートプレイができるようになった。無線LANはバッファローの「AOSS」、NECの「らくらく無線スタート」に対応する。リモートプレイの初回ペアリング時では、PSPは本体とPS3の有線接続、PS Vitaは八桁の番号の入力が必要になる。無線LAN経由の場合、Torneの番組視聴が封印されるなど、使用できる機能にさらに制限がかかる。
2007年5月31日、システムソフトウェア バージョン1.80からは、インターネット経由のリモートプレイに対応した。外出先でリモートプレイをする場合、自宅のPS3をリモートプレイ待機状態にしておき、PSPで、PS3で使用しているPSNサインインIDとパスワードを入力する必要がある。なお、著作権保護されたBD・DVDなどについては転送できない。またデータのやりとりを行ったり、PocketStationのような使い方をしたり、PSPをPS3のコントローラやセカンドモニタとして使用するなどの構想が発表されていた。のちにPS VitaとPS3を同じネットワーク上に接続して実行できる「クロスコントローラー」という派生機能が誕生したが、これに対応しているPS3のソフトは『ULTIMATE MARVEL VS. CAPCOM 3』『リトルビッグプラネット2』のみである。
システムソフトウェア バージョン2.00からは、PSPからネット経由でPS3の電源をオンオフできる機能であるWake on LANやWake on Wi-Fiに対応した。スタンバイ状態（電源ランプが赤点灯）でリモートアクセスを認識して自動的に電源が入るようにすることができる。この機能をオンにしてコンセントを指した際に一度電源を入れて切った後は、PS3のファンが常に回転する状態になる。ただしこのシステムの都合上、誤作動で何もしていない時にいきなりPS3の電源が入ることもある。
2010年5月より発売されたPシリーズからのVAIOでは、「リモートプレイ with PlayStation 3」「リモートキーボード With PlayStation 3」に対応しており、前者ではPS3に保存されている音楽・動画ファイルの再生、写真の表示、『週刊トロ・ステーション』のプレイができ、後者はVAIOをPS3のBluetoothキーボードとして使うことができる。

#### PlayStation Network
PS3の発売と同時にPlayStation Network（2008年までは「PLAYSTATION Network」）というネットワークサービスが展開されており、ユーザー毎に無料でアカウントを発行している。これにはメッセージの送受信、マッチング（オンラインプレイ用）、パッチング（配布済みプログラムの修正用）、コンテンツのダウンロード（PlayStation Store）などの機能が含まれ、コンテンツ配信のインフラにはアカマイ・テクノロジーズが採用されている。アカウントにはマスターアカウントとサブアカウントの2種類あり、サブアカウントはマスターアカウントを持つ保護者が被保護者にアカウントを分け与えるためのものである。マスターアカウントを得るのには18歳以上である必要がある。サブアカウントにはウォレットにチャージできないなどの行動制限が有る。システムソフトウェア バージョン2.00からXMB上にインフォメーションボードでPS3に関するお知らせや更新情報が出るようになった。システムソフトウェア バージョン3.00ではインフォメーションボードの名称がWhat's Newに改められ、デザインも一新された。
PlayStation Network経由の一部ゲーム作品におけるマルチプレイは基本無料であるが、2024年現在は旧SCE作品において、Torne以外の全作品のオンラインサービスがすでにサービスを終了しているため、2024年現在もサーバーが稼働しているのはバンダイナムコ、アクティビジョン、ロックスター、セガ製のほぼ全作品、EAなどの会社では一部作品のみである。また、PlayStation Plusで購入したフリープレイ作品も、PlayStation Plusに加入している間は常にプレイ可能である。
PlayStation Home
3Dオンライン・ユーザーコミュニティである。オンライン対応ゲームのマッチングにも対応し、ゲームが仕様に沿っていればセッションを組むこともできる。2023年現在はサービス終了済み。
トロフィー
PS3のアップデートによって更新された機能で、ゲームのやり込み度を表す。トロフィーデータはゲームの起動時に毎回読み込み処理が行われる場合がある。ただし同期は自動で行われず、「トロフィーコレクション」をXMBから選択したあとに、CECHA/CECHBは初回のみ読み込みが非常に長くなるが、二回目以降の閲覧時は読み込みが高速になる時間を待機する必要がある。PS3,PS Vita,PS4のトロフィーを見ることができるが、PS5以降のPlayStationシリーズのトロフィーを見ることはできない。TorneはPS3版のみトロフィーを搭載。
アドホック・パーティー
PS3を介しネットワーク経由でPSP、PS VitaやPS3のアドホック・モードを使うことができるサービスである。この機能を使うことで、（特にモンハンポータブル3rdで）PSPを外に持ち出して直接人を集めずに、PS3側のオンラインサーバーで集めた人でマルチプレイができる。この機能を使うにはPS3をLANケーブルで有線接続する必要があり、CECHB-00は無線機能がないのでこのアプリに非対応。専用サーバーが存在するゲームは「モンスターハンターポータブル3rd」、「GOD EATER 2 RAGE BURST」、「討鬼伝」、「SOUL SACRIFICE DELTA」。
PlayStation Plus
PSN上の多様な特典を提供するオプションの定額制サービスパッケージのこと。PlayStation StoreからPlayStation Plus利用権を購入することでPlayStation Plusに加入できる。購入手続きが完了すると、XMB上のアバターにPlayStation Plusのアイコンが表示され、PlayStation Plus加入者専用の機能やPlayStation Storeのコンテンツにもアイコンが表示される。加入するには本体をバージョン3.40以降に更新する必要がある。

### 表示言語
各国のPlayStation 3では、本体の表示言語をデンマーク語・ドイツ語・英語・スペイン語・フランス語・イタリア語・オランダ語・デンマーク語・ドイツ語・スペイン語・オランダ語・ノルウェー語・ポルトガル語・ロシア語・フィンランド語・ポーランド語・スウェーデン語・トルコ語・日本語・韓国語・中国語に変更することが可能。

## システムソフトウェア
工場出荷時に搭載されているOSは「システムソフトウェア」と称される。OSの名前としては「Game OS」。SCEが開発・配布するもので、設定画面の「PlayStation®3（PS3™）について」の項目でもOSの根幹にかかわるソースコードがほとんど公開されていないプロプライエタリに近いOSである。PS3の起動中は、常時HDCPが出力される。
操作のためのGUIにはPSX・PSPと同様にクロスメディアバー（XMB）を採用している。PS3のXMBではメニューアイコンのカスタマイズや壁紙の変更が可能である。またバージョン3.00では、デザインが大きくリニューアルされた。
OSのインストールデータそのものも暗号化されているため、CFWはOSの差し替えのみで導入することができないよう対策されている。特にバージョン3.56で改造OSの直接導入、および起動は完全対策された。
日本語入力システムはATOKが採用されている。
アップデート
PS2ではBB Navigatorのユーティリティディスクの交換を除いて頻繁なアップデートは現実的ではなかったが、大容量のストレージを内蔵するPS3では、PSPと同様に、標準状態でインターネットやディスクメディア、USBストレージを通じたシステムソフトウェアのアップデート機能を実現している。
SCEは常に最新版にしておくことを推奨しており、アップデートすることによって、本体機能の追加・拡張やセキュリティが向上される。2024年現在もアップデートが毎年一回以上行われている。PlayStation BB Navigatorは非対応。
PlayStation HomeやFolding@homeや、ゲームソフトのアップデートはここでは行われない。
またPS2でのPS2 Linuxに引き続いて、PS3では「他のシステム」と称されるサードパーティOSのインストール機能を備える。CECH-2000以降のモデルでこの機能は削除された。さらに、初期型はver3.21でこの機能が唐突にすべて削除された。

## ゲームソフト
2006年に最初のモデルが発売され、ローンチ作品は「リッジレーサー7」、「RESISTANCE〜人類没落の日〜」などであり、2020年の「Shakedown: Hawaii」まで供給が続いた。一部のディスク版PS3作品はダウンロード版が発売されなかった場合がある。すべてのディスク版PS3作品はBD-ROMで配布され、ほぼすべての作品がリージョンロックをPS2以前と異なり、PS Storeで配信される一部コンテンツを除いて廃止している。一部ディスクソフトは部分的な内蔵HDDへのデータインストールが必要な場合がある。
3D立体視にも対応しており、3D立体視とPlayStation Moveを組み合わせたゲームも発売された。3Dテレビまたは3Dディスプレイ（またはソニーのヘッドマウントディスプレイ）とHDMIケーブルが必要である。
また過去の機体で発売済みの一部のソフトが、秒間表示フレーム数60fps、画面解像度720pに対応し、BGM・効果音をサラウンド化したHDリマスターシリーズとして展開した。その後は会員サービスPS Plusのサービスが開始された。
一方PS2用ソフトのHDリマスター化においては、PS2においてCPUをプログラマブルシェーダ代わりに使う特異なアーキテクチャ構成の影響で、半透明なエフェクトやオブジェクトを多数描画するような処理があるソフトをそのまま移植した場合にPS3のVRAMバスの帯域が不足し、十分なパフォーマンスが出ない問題がある。
PS2ソフトの移植
PS2用ソフトのHD化は最適化作業が難航化しやすく、ゲームアーカイブス版『NOëL NOT DiGITAL』などは修正を施してPS3に対応させている。
また、2012年より一部のPS2用ソフトに関しては、ソフトウェアエミュレーターの起動により全てのPS3モデルでプレイできるゲームアーカイブス版のダウンロード販売が開始され、PS2の互換性を持たないPS3でも一部作品のみプレイ可能となった。
リージョンコード
日本版の本体で他地域のPS3用ソフトも起動可能である。ただし、SCEからの動作保証は無い。また、PS3に挿入したPS1,PS2用ソフトは引き続きリージョンロックがかかるため、PS2のオンラインプレイもサーバーがリージョンごとに分けられた作品が大半であった。PAL記録のDVDはリージョンコードが2であっても日本リージョンの本体で再生できない。
映画などのBDビデオには3つのリージョンが設定されている（日本と同一リージョンなのは、南北アメリカ、中印を除く東アジア）。
セーブデータ
セーブについては、PS/PS2ソフトはHDDの仮想メモリーカードに、PS3ソフトはHDDのセーブデータにて行う。PS3にはPS/PS2用メモリーカードスロットが搭載されていないため、PS/PS2のセーブデータを取り込むには「メモリーカードアダプター」が必要。PS3用のセーブデータ、ゲームデータを、プレイ中に直接外付けHDDから読み出すことは不可能である。
PS3上でPS2の一部ソフトを起動する場合、バトルフィールド2　モダンコンバットなどでBB Unitのハードディスクを経由しなくてよいソフトのオンラインプレイを行う場合は、仮想メモリーカードにPS2実機でのプレイ時と同様に「あなたのネットワーク設定ファイル」を保存することで有線・無線(CECHAのみ)LANを経由したオンラインプレイが可能である。BB Unitのハードディスクを使用する作品は、日本または北米のPS3モデルでFFXIなどをプレイする場合でのみ「PS2 System Data」をPS Storeからあらかじめインストールすることでオンラインプレイが可能になっていた。
パッケージデザイン
当初、PS3用ソフトのパッケージデザインは左側に黒枠があり、枠内の上に「PS」ロゴ、下に縦向きで「PLAYSTATION 3」と書かれているもので、パッケージイラストもより縦長であった。ただし、ソフトパッケージの側面には旧PLAYSTATION 3のロゴでそのまま「PS3」と表記されている。
2009年10月から11月にかけてPS3用ソフトのパッケージデザインが変更され、以降のものでは上側に黒枠があり、枠内の左に「PS3」、対応ソフトのみ右に「PlayStation Network」と書かれている。その後、一部の国では2014年以降にパッケージのカラーが黒から青に変更されている。この時期に発売されたソフトは新デザインのものと旧デザインのものが混在している。ソフトパッケージの表面には2009~2012年ごろまでにオンライン機能に対応した作品は、PS3ロゴの横に「PlayStation Network」と記載されている。
2015年以降に登場した末期のソフトは、PS4のソフトと同じように説明書を廃止してオンラインマニュアルに移行し、安全事項の説明文章をディスクジャケット裏面に表記するようになった。また、ディスクインストールが必要でない作品でも数十MBのインストールを要求されるケースもある。

## バリエーション
PS3は主に搭載されるHDDの容量によってモデルが決定されており、また発売時期や地域によって様々な機能の差異が存在している。マイナーチェンジは初代機のCECHA00以降、CECH-4300まで行われ、CECH-2000では小型軽量・薄型化され、CECH-4000ではさらに小型軽量化された。すべてのモデルが8cmディスクを読み込める。
同梱品
- PS3本体
- ワイヤレスコントローラ SIXAXIS（CECHK以降はDUALSHOCK 3）
- 電源コード
- AVケーブル（AVマルチ→コンポジット端子）
- USBケーブル（A端子→ミニB端子）
- LANケーブル（CECHA/CECHBのみ）
- 説明書一式

### 初期型モデル

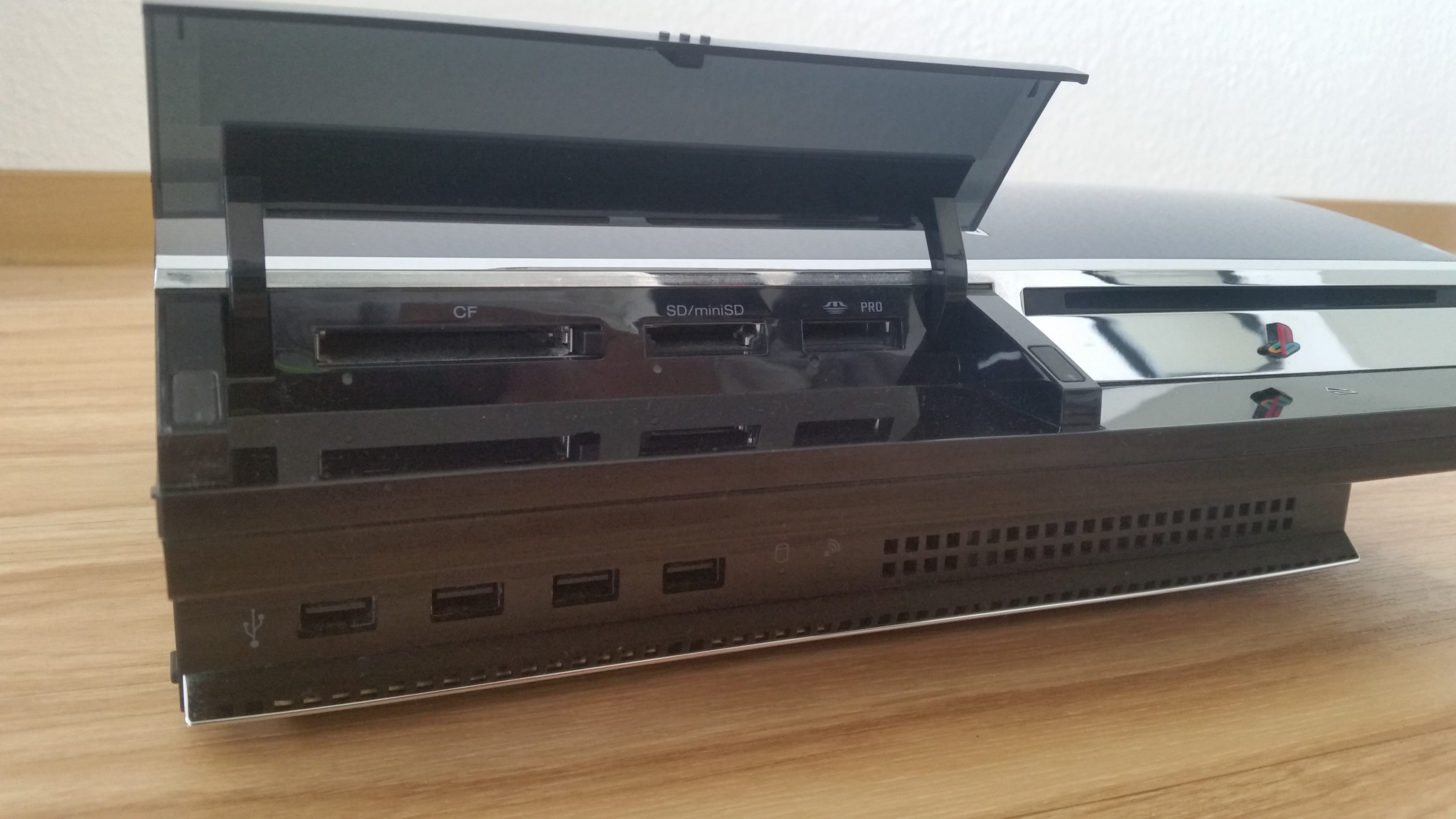
60 GBモデルにメモリーカードリーダ

型番は「CECH*xx」で"*"にはアルファベットが入る。またxxはリージョンコードが入り、日本は00である。2006年11月11日同時発売の60 GBモデルであるCECHAと20 GBモデルであるCECHBにPS2互換機能とSACDプレーヤーを搭載することができたが、40 GBモデル以降では、20 GB/60 GBモデル以外でのPS2機能とSACDに非対応、USB端子数が2つに削減されたが、改良で消費電力を抑えファン動作音を低減し、HDD容量が増えたモデルが発売されている。

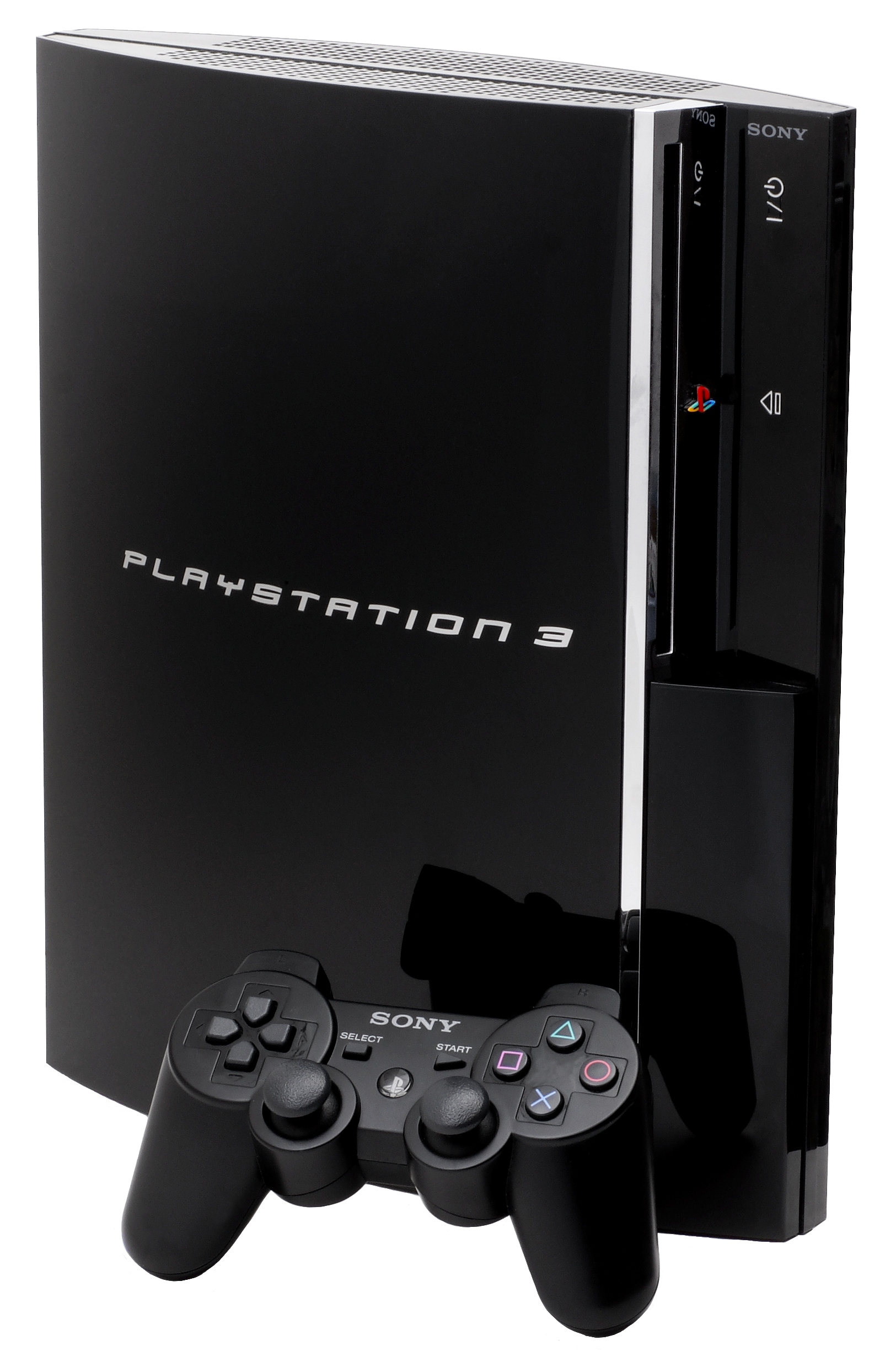
60 GBモデルの縦置き

日本向け製品の内、CECHA・CECHBは2014年4月2日、CECHH・CECHL・CECHQは2014年7月2日に、それぞれ修理部品の在庫が切れ、アフターサービス受付を終了した。
CECHA
2006年11月11日発売、オープン価格（実売は59,980円程度）、北米では2006年11月17日発売、599ドル、659カナダドル。
2007年7月9日から499ドル、549カナダドル、10月17日から54,980円へと値下げ。
日本、中国の2ヶ国で製造しており、製造国は外箱バーコード番号から判別できる。
NTSC方式のみ対応。
HDD容量60 GB
イジェクトとスタンバイはタッチ式を採用。電極プラグは3極を採用し、電源ケーブルはアース（主にノイズ除去）接続にも対応。PlayStation 2との互換性に対応している（ハードウェアエミュレーション）。
色は前世代機であるPS2のチャコール・ブラックからクリアブラックに一旦変更。また、セラミック・ホワイト及びサテン・シルバーは一旦廃止となった。
メモリーカードリーダライタを搭載。
コントローラはSIXAXIS（シックスアクシス）が標準で付属
CECHB
2006年11月11日発売、49,980円（税込み）、北米では2006年11月17日発売、499ドル、549カナダドル。
2007年10月17日から44,980円へと値下げ。
HDD容量20 GB
CECH*xxシリーズで唯一光学ドライブ周辺のシルバーラインが無い。
無線LANに非対応
メモリーカードリーダライタは非搭載
「ガンダム無双 with PLAYSTATION 3」
2007年3月1日発売
CECHAに『ガンダム無双』が付属
「PLAYSTATION 3 ビギナーズパック」
2007年7月26日発売、CECH-AMG（60 GBモデル）は61,980円、CECH-BMG（20 GBモデル）は51,980円
CECHA・CECHBに『みんなのGOLF5』が付属。
「BLADESTORM 百年戦争 with PLAYSTATION 3」
2007年8月30日発売、64,980円
CECHAに『BLADESTORM 百年戦争』とオリジナルサウンドトラックを同梱。
CECHC
2007年3月23日発売
2007年10月7日から499ユーロ
欧州で発売されたモデル。PAL方式のみ対応。
HDD容量60 GB
PS2規格に対応しているが、Emotion Engine（EE）非搭載のためPS2ソフトの再現性は低い。
メディアスロットを搭載。
CECHE
2007年6月16日発売、518,000ウォン
韓国・北米で発売されたモデル。NTSC方式のみ対応。
HDD容量80 GB
PS2規格に対応しているが、Emotion Engine（EE）非搭載のためPS2ソフトの再現性は低い。
メディアスロットを搭載。
CECHG（PAL）・CECHH（NTSC）
2007年10月10日発売、399ユーロ（PAL版）
2007年11月11日発売、39,980円（NTSC版）
2008年3月6日発売、39,980円（サテン・シルバー）
2008年10月10日からオープン価格
HDD容量40 GB
PS2機能とSACDに非対応、メモリーカードリーダが削除、USB端子数が2つに削減。
最大消費電力が380 Wから280 Wに、本体重量が5 kgから4.4 kgになり、軽量・省電力化を実現。
Cellは65 nmプロセスにシュリンク化。
光学ドライブ周辺部分は銀色。CECHAでは艶のあるメッキだったが、CECHG・CECHHではサテン調の艶消しメッキとなっている。
色は従来のクリアブラックに、前世代機であるPS2の色は一旦廃止されたセラミックホワイトとサテン・シルバーも復活した。
「真・三國無双5 with PLAYSTATION 3」
2007年11月11日発売、49,980円
CECHHのセラミック・ホワイトに『真・三國無双5』とマップファイル等を同梱。
「PLAYSTATION 3 “デビル メイ クライ 4”プレミアムBDパック」
2008年1月31日発売、47,800円
CECHHDM（クリアブラック）・CECHHCWDM（セラミック・ホワイト）
『デビルメイクライ4』とプレミアム映像を収録したBlu-ray Discを同梱。
「PlayStation 3『龍が如く 見参！』パック」
2008年3月6日発売、47,040円
『龍が如く 見参!』と特製ステッカー“昇龍”を同梱。
「METAL GEAR SOLID 4 GUNS OF THE PATRIOTS プレミアムパック」
2008年6月12日発売、51,800円
CECHH00 MG
『メタルギアソリッド4』と、オリジナルカラー【鋼 -HAGANE-】を施し、本体同色のDUALSHOCK 3を同梱。
「PLAYSTATION 3 METAL GEAR SOLID 4 GUNS OF THE PATRIOTS WELCOME BOX with DUALSHOCK 3」
2008年6月12日発売、49,800円
『メタルギアソリッド4』と、CECHHに標準付属のSIXAXISに加えて、本体同色のDUALSHOCK 3を追加。
CECHK（PAL）・CECHL（NTSC）
2008年8月27日発売、（ロシアはその二週間後）（PAL版）
2008年9月発売、399USドル（NTSC版）
2008年9月20日発売、$495（マレーシア）
2008年10月30日発売、39,980円
HDD容量が80 GBに増量した以外は、40 GBモデルの機能を踏襲。
Cell、RSXともに65 nm世代にシュリンク化。
コントローラはDUALSHOCK 3が標準で付属。
期間限定で『グランツーリスモ5プロローグ Spec III』を同梱。
「PLAYSTATION 3 リトルビッグプラネット ドリームボックス」
2008年10月30日発売、44,980円
『リトルビッグプラネット（CEJH-10003）』とDUALSHOCK 3を2個同梱。
「ウイニングイレブン×UEFA CHAMPIONS LEAGUE アニバーサリーBOX」
2008年11月27日発売、46,980円
『ワールドサッカー ウイニングイレブン 2009』とPlayStation 3（CECHL00シリーズ）にDUALSHOCK 3を2個同梱。
「龍が如く3“昇り龍”パック」
2009年2月26日発売、45,980円、10,000台限定
『龍が如く3』と、CECHL00のセラミック・ホワイトを特別にデザインした本体を同梱。
「PLAYSTATION 3 バイオハザード5 プレミアム リミテッド BOX」
2009年3月5日発売、48,980円
『バイオハザード5』と、CECHL00のクリアブラックにオリジナルロゴを施した本体に、DUALSHOCK 3を2個同梱。
「FINAL FANTASY VII ADVENT CHILDREN COMPLETE PLAYSTATION 3 “Cloud Black” HDD 160 GB特別仕様 +『FINAL FANTASY XIII』Trial Version Set」
2009年4月16日発売、49,980円（税込）
型番はCECHQ00
HDD容量が160 GB、特別色の“Cloud Black”でクラウディウルフの紋章が施されたオリジナルデザインのPS3と、『ファイナルファンタジーVII アドベントチルドレン コンプリート』Blu-ray Disc版と、『ファイナルファンタジーXIII』体験版を同梱。

### 中期型・薄型モデル

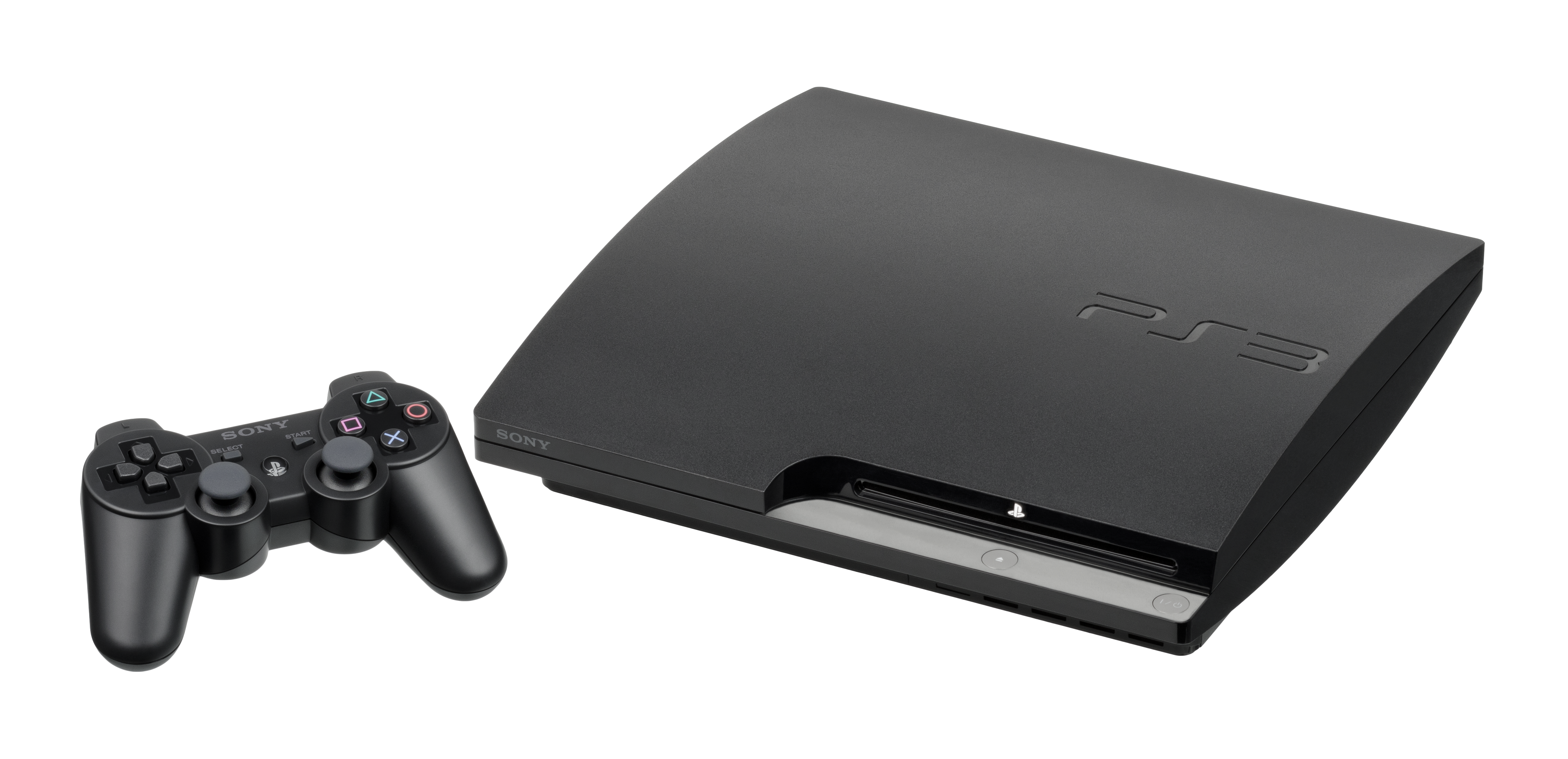
北米版CECH-2001A

日本では従来機に対して「新型」もしくは「薄型」と呼ばれる。日本国外では「PlayStation 3 Slim」と呼ばれることがある。
以降のモデルでは、本体名表記が「PLAYSTATION」の大文字から以前の「PlayStation」に戻り、それに伴ってPSロゴもフルカラーから単色へ変更された。また、PSロゴとは別に「PS3」ロゴが初めて採用され、後継機のPS4、PS5においても同様のロゴが継承されている。

#### CECH-2000
約2000点の部品点数削減がなされたことで、大幅にコストダウンされ、重量は4.4 kgから3.2 kgに軽量化された。本体名表記は全て大文字から以前の「PlayStation」に戻り、「PS3」ロゴが初めて採用された。デザインは従来イメージを踏襲しながらも大きく変更され、表面は柔らかさを感じさせるシボ加工となる。縦置きには別売「縦置きスタンド」が必要。Cellは45 nmプロセスに変更され低消費電力化されたものを採用、システム最大消費電力は280 Wから250 Wに削減。CPUなどの発熱減少に伴い、通気口も本体後面に集約された。
新たに「ブラビアリンク」とドルビーTrueHD、およびDTS-HD Master Audio音声のHDMI端子からのビットストリーム出力に対応した。「他のシステムのインストール」機能が削除された。PS2初期モデルからの回転式PSロゴと主電源スイッチは削除され、イジェクトとスタンバイはタッチ式からボタン式となる。また、電極プラグも2極に変更され従来モデルの電源ケーブルは使用できなくなったが、PS2（SCPH-70000系を除く）付属電源ケーブルは使用可能。さらに、HDD位置も変更された。
CECH-2000A
2009年9月1日発売、299USドル、299ユーロ（北米、欧州、アジア地域）
2009年9月3日発売、29,980円
HDD容量120 GB
「PlayStation 3 FINAL FANTASY XIII LIGHTNING EDITION」（CEJH-10008）
2009年12月17日発売、41,600円（税込）
特別色“セラミック・ホワイト”でファイナルファンタジーXIII主人公ライトニングがプリントされたオリジナルデザインのCECH-2000Bと、ファイナルファンタジーXIIIを同梱。
「PlayStation 3 「マイケル・ジャクソン THIS IS IT」 Special Pack」（CEJH-10009）
2010年1月27日発売、33,500円（税込）
『マイケル・ジャクソン THIS IS IT』Blu-ray Disc版とCECH-2000Aをセットにし、外箱を『-THIS IS IT』仕様にデザインした限定品。
CECH-2000B
2010年2月18日発売、34,980円（数量限定）
HDD容量250 GB

#### CECH-2100
本体重量は3.2 kgから3.0 kgと、更に軽量化された。初期システムソフトのバージョンが3.20になった。HDD固定金具の形状変更、RSXが65 nmから40 nmにシュリンクされ、省電力化された。XDRDRAMが512 Mbit（ピークバンド幅16 bit）×4個から1Gbit（ピークバンド幅32 bit）×2個になった。2010年4月製造分からCELLのコアレスパッケージが採用された。
CECH-2100A
2010年3月26日発売、29,980円
2010年7月7日以降、オープン価格
HDD容量120 GB
CECH-2100B
HDD容量250 GB
「PlayStation 3 地デジレコーダーパック」（CEJH-10010）
2010年3月18日発売、42,800円（税込）
『torne』とCECH-2100Bを同梱。

#### CECH-2500
HDD容量がAモデルの120GBが160GBへ、Bモデルは250GBから320GBへ変更。また160GBモデル向けに新色の「クラシック・ホワイト」を用意。
CECH-2500A
2010年7月29日発売、29,980円
チャコール・ブラックと新たにクラシック・ホワイト(LW)を追加
HDD容量160 GB
「PlayStation 3 地デジレコーダーパック」（CEJH-10011）
2010年7月29日発売、36,980円（税込）
『torne』とCECH-2500Aを同梱。
CECH-2500B
2010年7月29日発売、34,980円
チャコール・ブラック、クラシック・ホワイト（クラシック・ホワイトは2010年10月21日より販売）
HDD容量320 GB
「PlayStation 3 HDDレコーダーパック」（CEJH-10013）
2010年11月18日発売、39,980円（税込）
2011年3月1日から35,980円へと値下げ。
『torne』とCECH-2500Bを同梱。
「PlayStation 3 GRAN TURISMO 5 RACING PACK」（CEJH-10007）
2010年11月25日発売、35,980円
『グランツーリスモ5』を同梱した限定色のタイタニウム・ブルーバージョンであり、化粧箱は黒色。
HDD容量160 GB。
型式番号が現行商品よりも古いのは、過去に予定されていた発売日に合わせて割り振られていたものをそのまま使用しているため。
「PlayStation 3「フリフリ！サルゲッチュ」Moveでゲッチュ！はじめてパック」（CEJH-10014）
2010年12月9日発売、36,980円
PlayStation Moveモーションコントローラと『PlayStationEyeとフリフリ！サルゲッチュ』とCECH-2500Aを同梱。
「PlayStation 3 with PlayStation®Move　スポーツチャンピオン バリューパック」（CEJH-10015）
2010年12月16日発売、36,980円
PlayStation Moveモーションコントローラと『PlayStationEyeとスポーツチャンピオン』とCECH-2500Aを同梱。
「PlayStation 3 HDDレコーダーパック」（CEJH-10016）
2011年3月10日発売、35,980円（税込）
『torne』とCECH-2500Bクラシック・ホワイトを同梱。
CECH-2500A
2011年3月11日発売、29,980円
HDD容量160 GB
サテン・シルバーを追加
CECH-2500B
2011年3月11日発売、34,980円
HDD容量320 GB
サテン・シルバーを追加

#### CECH-3000
重量3 kgから2.6 kg、最大消費電力230 Wから200 Wへ更に軽量・省エネ化され、イジェクトボタンのディスク挿入状態LEDランプ、無線LANアクセスLEDランプ、電源ボタンとイジェクトボタンのバックライトを省略した。コスト削減の影響で電源ボタン、イジェクトボタン、パネルカラー、側面質感が変更されている。映像メディアのアナログ出力規制に伴い、ブルーレイディスク再生時のD端子出力がSD (480i) に制限されるようになった（ゲーム画面はHD出力可能）。PS3コントローラの裏面表記変更、USB接続による電圧を追記した（DC3.7 V 300 mAからDC5 V 500 mA）。
CECH-3000B
2011年6月19日発売、34,980円
2011年8月18日価格改定、29,980円
HDD容量320 GB
チャコール・ブラック
「PlayStation 3 HDDレコーダーパック」（CEJH-10017）
2011年6月30日発売、35,980円
2012年5月24日価格改定、32,980円
『torne』とCECH-3000Bを同梱。
CECH-3000A
2011年7月8日発売、29,980円
2011年8月18日価格改定、24,980円
HDD容量160 GB
チャコール・ブラック
「PlayStation 3 TALES OF XILLIA X Edition」（CEJH-10018）
2011年9月8日発売、32,980円
TALES OF XILLIA X EditionオリジナルデザインがプリントされたCECH-3000Aチャコール・ブラックに『テイルズ オブ エクシリア』を同梱。
HDD容量160 GB
CECH-3000A
2011年9月8日発売、24,980円
HDD容量160 GB
クラシック・ホワイトを追加
「PlayStation 3 NINOKUNI MAGICAL Edition」（CEJH-10019）
2011年11月17日発売、33,780円
メインキャラクター・ナミダの妖精シズクのデザインを施しているCECH-3000Aに限定色「マジカル・ゴールド」、同梱されるワイヤレスコントローラ（DUALSHOCK 3）も本体色と同様のカラーにして、『二ノ国 白き聖灰の女王』を同梱。
CECH-3000B
2011年11月17日発売、29,980円
HDD容量320 GB
スプラッシュ・ブルーとスカーレット・レッドを数量限定で追加
同梱ワイヤレスコントローラ（DUALSHOCK 3）も本体と同じ特別色
「PlayStation 3 FINAL FANTASY XIII-2 LIGHTNING EDITION Ver.2」（CEJH-10020）
2011年12月15日発売、37,960円
『ファイナルファンタジーXIII-2』キャラクターであるライトニングがプリントされ、チャコール・ブラックをベースにした赤と白のCECH-3000Bと『ファイナルファンタジーXIII-2』を同梱した商品。
「ONE PIECE 海賊無双 GOLD EDITION」（CEJH-10021）
2012年3月1日発売、38,170円
主人公のモンキー・D・ルフィと海図がプリントされ、チャコール・ブラックをベースにした金色とワインレッドCECH-3000Bと『ONE PIECE 海賊無双』のソフト、麦わらの一味オリジナルカスタムテーマ10種がダウンロードできるプロダクトコードを同梱。

### 後期型・小型モデル

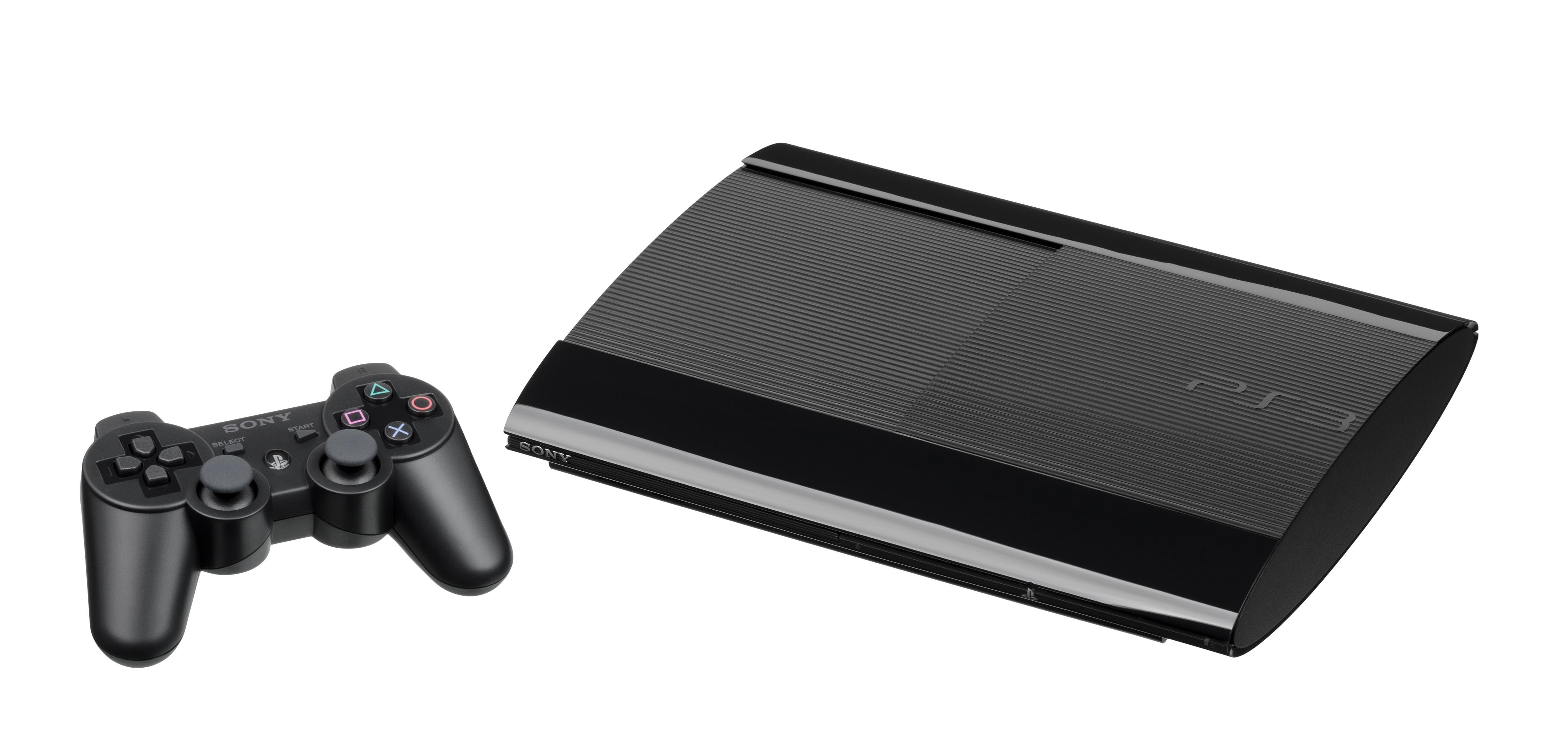
北米版CECH-4001A

3年ぶりにフルモデルチェンジされた。日本では従来機に対して「新型」と呼ばれ、日本国外では「PlayStation 3 Super Slim」と呼ばれることがある。

#### CECH-4000
CECH-3000シリーズより25%小型化し、20％軽量化された。ブルーレイドライブはトップローディングに、蓋は手動式でスライド式となった。この蓋には2段変速ギアボックスが繋がっていて、横置きの時は速く、縦置きの時はゆっくり開くよう設計されている。また、トップローディングの蓋となっているのは、PlayStation・PS one・PlayStation 2（薄型）以来となり、これが事実上最後の採用である。専用縦置きスタンドも同時発売。日本と北米ではHDD搭載2モデル（250 GB, 500 GB）が発売だが、ヨーロッパでは250 GBのHDDの代わりにフラッシュメモリ搭載のモデルが発売される。
CECH-4000A
2012年10月12日発売（欧州のみ）、229ユーロ
HDDの代わりに12 GBフラッシュメモリ搭載。250GB増設用HDD（CECH-ZHD1、89.99ユーロ）も同時発売
CECH-4000B
2012年10月4日発売、24,980円
CECH-3000シリーズよりも小型化され、幅は変わらず高さと奥行きが小さくなった。
最大消費電力190 W
HDD容量250 GB。チャコールブラックとクラシックホワイト（LW）の2色
2013年2月28日にはアズライト・ブルー、ガーネット・レッドの2色が発売。
CECH-4000C
2012年11月22日発売、29,980円
HDD容量500 GB。チャコールブラックのみ
「PlayStation 3 スターターパック チャコール・ブラック / クラシック・ホワイト」（CEJH-10022 / CEJH-10023）
2012年11月22日発売、25,980円
HDD容量250 GBで『みんなのGOLF 6』を同梱した数量限定モデル。
「龍が如く5 EMBLEM EDITION」（HSN-0023）
2012年12月6日発売、37,800円
ブラック×ゴールドを施したオリジナルカラーのCECH-4000Bと『龍が如く5』を同梱した数量限定モデル。
「真・北斗無双 LEGEND EDITION」（CEJH-10024）
2012年12月20日発売、33,170円
ブラック×シルバーを施したオリジナルカラーのCECH-4000Bと『真・北斗無双』を同梱した数量限定モデル。
「METAL GEAR RISING REVENGEANCE 斬奪 PACKAGE」（VT066-J1）
2013年2月21日発売、31,960円
ブラックの本体に「斬」・「奪」の文字を施したオリジナルカラーのCECH-4000Bと『メタルギア ライジング リベンジェンス』とカスタマイズ用データとカスタマイズ用ボディ『サイボーグ忍者』ダウンロードコードが付属。
「PlayStation 3 HDDレコーダーパック」（CEJH-10025）
2013年7月11日発売、27,980円
『torne』とCECH-4000Bを同梱。

#### CECH-4200
AACS Final Adopter Agreementに準拠するために、CECH-4000シリーズ以前の生産を終了して、新規に販売されたもの。CECH-4200シリーズ以降は、BD映像ソフト（BD-ROM）、および著作権保護技術の適用されたコンテンツからの映像出力は、HDCPで著作権保護されているHDMIでのみの出力に変更されている。RSXが40 nmから28 nmにシュリンクされ、省電力化された。GDDR3が4個から2個に集約化された。2014年8月、日本向け出荷終了。
CECH-4200B
2013年9月発売、24,980円
HDD容量250 GB。チャコール・ブラック、クラシック・ホワイトの2色
CECH-4200C
2013年11月発売、29,980円
HDD容量500 GB。チャコール・ブラックのみ
「PlayStation 3 スターターパック チャコール・ブラック / クラシック・ホワイト」（CEJH-10026 / CEJH-10027）
2013年12月5日発売、25,980円
HDD容量250 GBで『グランツーリスモ6』を同梱した数量限定モデル。
「PlayStation 3 パペッティアパック」（CEJH-10028）
2013年12月12日発売、24,980円
HDD容量250 GBで『パペッティア』を同梱した数量限定モデル。

#### CECH-4300
パッケージデザイン変更と、本体ストレージへのアクセスを示すアクセスランプが削除されている最終モデル。2017年3月出荷終了。
CECH-4300C
2014年8月発売、25,980円
内蔵HDD容量500GB。チャコール・ブラックが発売

### 各モデル比較
| 型番       | HDD容量          | 発売日                                                                     | 本体色                                                     | 質量   | 搭載機能 |
| ---------- | ---------------- | -------------------------------------------------------------------------- | ---------------------------------------------------------- | ------ | --- |
| CECHAxx    | 60 GB            | - 日 2006年11月11日 - 米 2006年11月17日                                    | クリアブラック                                             | 5 kg   | - 無線LAN - Super Audio CD - メモリーカードリーダ - PS2用ソフトの実行 - サードパーティーシステムソフトウェア           |
| CECHBxx    | 20 GB            | - 日 2006年11月11日 - 米 2006年11月17日                                    | クリアブラック                                             | 5 kg   | - Super Audio CD - PS2用ソフトの実行 - サードパーティーシステムソフトウェア                                            |
| CECHCxx    | 60 GB            | 欧 2007年3月23日                                                           | クリアブラック                                             | 5 kg   | - 無線LAN - Super Audio CD - メモリーカードリーダ - PS2用ソフトの実行（EEなし） - サードパーティーシステムソフトウェア |
| CECHExx    | 80 GB            | 米 2007年8月                                                               | クリアブラック                                             | 5 kg   | - 無線LAN - Super Audio CD - メモリーカードリーダ - PS2用ソフトの実行（EEなし） - サードパーティーシステムソフトウェア |
| CECHGxx    | 40 GB            | 欧 2007年10月                                                              | クリアブラック                                             | 4.4 kg | - 無線LAN - サードパーティーシステムソフトウェア                                                                       |
| CECHHxx    | 40 GB            | 日・米 2007年11月                                                          | - クリアブラック - セラミック・ホワイト - サテン・シルバー | 4.4 kg | - 無線LAN - サードパーティーシステムソフトウェア                                                                       |
| CECHJxx    | 40 GB            | 欧                                                                         | クリアブラック                                             | 4.4 kg | - 無線LAN - サードパーティーシステムソフトウェア                                                                       |
| CECHKxx    | 80 GB            | 欧 2008年8月                                                               | - クリアブラック - セラミック・ホワイト                    | 4.4 kg | - 無線LAN - サードパーティーシステムソフトウェア                                                                       |
| CECHLxx    | 80 GB            | - 日 2008年10月 - 米 2008年8月                                             | - クリアブラック - セラミック・ホワイト - サテン・シルバー | 4.4 kg | - 無線LAN - サードパーティーシステムソフトウェア                                                                       |
| CECHPxx    | - 160 GB - 80 GB | - 欧 2008年10月 - 米 2008年11月                                            | クリアブラック                                             | 4.4 kg | - 無線LAN - サードパーティーシステムソフトウェア                                                                       |
| CECHQxx    | 160 GB           | 日 2009年4月                                                               | Cloud Black                                                | 4.4 kg | - 無線LAN - サードパーティーシステムソフトウェア                                                                       |
| CECH-2000A | 120 GB           | 日・米・欧・亜 2009年9月                                                   | チャコール・ブラック                                       | 3.2 kg | - 無線LAN - ブラビアリンク - HDオーディオのビットストリーム出力                                                        |
| CECH-2000B | 250 GB           | - 仏 2009年9月1日 - 英 2009年10月2日 - 米 2009年11月3日 - 日 2010年2月18日 | チャコール・ブラック                                       | 3.2 kg | - 無線LAN - ブラビアリンク - HDオーディオのビットストリーム出力                                                        |
| CECH-2100A | 120 GB           | 日 2010年3月26日                                                           | チャコール・ブラック                                       | 3.0 kg | - 無線LAN - ブラビアリンク - HDオーディオのビットストリーム出力                                                        |
| CECH-2100B | 250 GB           | 日 2010年3月18日                                                           | チャコール・ブラック                                       | 3.0 kg | - 無線LAN - ブラビアリンク - HDオーディオのビットストリーム出力                                                        |
| CECH-2500A | 160 GB           | 日 2010年7月29日                                                           | - チャコール・ブラック - クラシック・ホワイト              | 3.0 kg | - 無線LAN - ブラビアリンク - HDオーディオのビットストリーム出力                                                        |
| CECH-2500A | 160 GB           | 日 2011年3月10日                                                           | サテン・シルバー                                           | 3.0 kg | - 無線LAN - ブラビアリンク - HDオーディオのビットストリーム出力                                                        |
| CECH-2500B | 320 GB           | 日 2010年7月29日                                                           | チャコール・ブラック                                       | 3.0 kg | - 無線LAN - ブラビアリンク - HDオーディオのビットストリーム出力                                                        |
| CECH-2500B | 320 GB           | 日 2010年10月21日                                                          | クラシック・ホワイト                                       | 3.0 kg | - 無線LAN - ブラビアリンク - HDオーディオのビットストリーム出力                                                        |
| CECH-2500B | 320 GB           | 日 2011年3月10日                                                           | サテン・シルバー                                           | 3.0 kg | - 無線LAN - ブラビアリンク - HDオーディオのビットストリーム出力                                                        |
| CECH-3000A | 160 GB           | 日 2011年7月8日                                                            | チャコール・ブラック                                       | 2.6 kg | - 無線LAN - ブラビアリンク - HDオーディオのビットストリーム出力                                                        |
| CECH-3000A | 160 GB           | 日 2011年9月8日                                                            | クラシック・ホワイト                                       | 2.6 kg | - 無線LAN - ブラビアリンク - HDオーディオのビットストリーム出力                                                        |
| CECH-3000B | 320 GB           | 日 2011年6月19日                                                           | チャコール・ブラック                                       | 2.6 kg | - 無線LAN - ブラビアリンク - HDオーディオのビットストリーム出力                                                        |
| CECH-3000B | 320 GB           | 日 2011年11月17日                                                          | - スプラッシュ・ブルー - スカーレット・レッド              | 2.6 kg | - 無線LAN - ブラビアリンク - HDオーディオのビットストリーム出力                                                        |
| CECH-4000A | フラッシュ12 GB  | 欧 2012年10月12日                                                          | チャコール・ブラック                                       | 2.0 kg | - 専用の250 GB HDDが別売 - 無線LAN - ブラビアリンク - HDオーディオのビットストリーム出力                               |
| CECH-4000B | 250 GB           | - 米 2012年9月25日 - 日 2012年10月4日                                      | - チャコール・ブラック - クラシック・ホワイト              | 2.1 kg | - 無線LAN - ブラビアリンク - HDオーディオのビットストリーム出力                                                        |
| CECH-4000B | 250 GB           | 日 2013年2月28日                                                           | - アズライト・ブルー - ガーネット・レッド                  | 2.1 kg | - 無線LAN - ブラビアリンク - HDオーディオのビットストリーム出力                                                        |
| CECH-4000C | 500 GB           | - 欧 2012年9月28日 - 日 2012年11月22日 - 米 2012年10月30日                 | チャコール・ブラック                                       | 2.1 kg | - 無線LAN - ブラビアリンク - HDオーディオのビットストリーム出力                                                        |
| CECH-4200B | 250 GB           | 日 2013年9月                                                               | - チャコール・ブラック - クラシック・ホワイト              | 2.1 kg | - 無線LAN - ブラビアリンク - HDオーディオのビットストリーム出力                                                        |
| CECH-4200C | 500 GB           | 日 2013年12月                                                              | チャコール・ブラック                                       | 2.1 kg | - 無線LAN - ブラビアリンク - HDオーディオのビットストリーム出力                                                        |
| CECH-4300C | 500 GB           | 日 2014年8月28日                                                           | チャコール・ブラック                                       | 2.1 kg | - 無線LAN - ブラビアリンク - HDオーディオのビットストリーム出力                                                        |
| 型番       | HDD容量          | 発売日                                                                     | 本体色                                                     | 質量   | 搭載機能 |

#### 本体機能
| CECH                     | CECH                     | A00                                | B00                                | C02,E02                            | H00                                | L00                                | 2000,2100系                        | 2500系                             | 3000系                             | 4000系                             | 4200~系                              |
| ------------------------ | ------------------------ | ---------------------------------- | ---------------------------------- | ---------------------------------- | ---------------------------------- | ---------------------------------- | ---------------------------------- | ---------------------------------- | ---------------------------------- | ---------------------------------- | ------------------------------------ |
| メモリーカードリーダー   | メモリーカードリーダー   | 搭載                               | なし                               | 搭載                               | なし                               | なし                               | なし                               | なし                               | なし                               | なし                               | なし                                 |
| 無線LAN                  | 無線LAN                  | 搭載                               | なし                               | 搭載                               | 搭載                               | 搭載                               | 搭載                               | 搭載                               | 搭載                               | 搭載                               | 搭載                                 |
| ディスクトレイ           | ディスクトレイ           | ディスクドライブ(スロットイン方式) | ディスクドライブ(スロットイン方式) | ディスクドライブ(スロットイン方式) | ディスクドライブ(スロットイン方式) | ディスクドライブ(スロットイン方式) | ディスクドライブ(スロットイン方式) | ディスクドライブ(スロットイン方式) | ディスクドライブ(スロットイン方式) | ディスクドライブ(スロットイン方式) | シェルトップ                         |
| 電源                     | 電源                     | 内蔵                               | 内蔵                               | 内蔵                               | 内蔵                               | 内蔵                               | 内蔵                               | 内蔵                               | 内蔵                               | 内蔵                               | 内蔵                                 |
| PlayStation 2機能        | PlayStation 2機能        | 〇 (EEGS経由)                      | 〇 (EEGS経由)                      | 〇 (仮想EEと搭載GS)                | ×                                  | ×                                  | ×                                  | ×                                  | ×                                  | ×                                  | ×                                    |
| DVD                      | DVDプレーヤー            | 〇                                 | 〇                                 | 〇                                 | 〇                                 | 〇                                 | 〇                                 | 〇                                 | 〇                                 | 〇                                 | 〇                                   |
| DVD                      | プログレッシブ出力       | △                                  | △                                  | △                                  | △                                  | △                                  | △                                  | △                                  | △                                  | △                                  | △                                    |
| DVD                      | -R, -RW読込              | 〇                                 | 〇                                 | 〇                                 | 〇                                 | 〇                                 | 〇                                 | 〇                                 | 〇                                 | 〇                                 | 〇                                   |
| DVD                      | +R, +RW読込              | 〇                                 | 〇                                 | 〇                                 | 〇                                 | 〇                                 | 〇                                 | 〇                                 | 〇                                 | 〇                                 | 〇                                   |
| DVD                      | SACD読込                 | 〇                                 | 〇                                 | 〇                                 | ×                                  | ×                                  | ×                                  | ×                                  | ×                                  | ×                                  | ×                                    |
| DVD                      | PAL DVD読込              | ×（欧州モデルのみ可能）            | ×（欧州モデルのみ可能）            | ×（欧州モデルのみ可能）            | ×（欧州モデルのみ可能）            | ×（欧州モデルのみ可能）            | ×（欧州モデルのみ可能）            | ×（欧州モデルのみ可能）            | ×（欧州モデルのみ可能）            | ×（欧州モデルのみ可能）            | ×（欧州モデルのみ可能）              |
| DVD                      | クローズドキャプション   | ×（北米モデルのみ可能）            | ×（北米モデルのみ可能）            | ×（北米モデルのみ可能）            | ×（北米モデルのみ可能）            | ×（北米モデルのみ可能）            | ×（北米モデルのみ可能）            | ×（北米モデルのみ可能）            | ×（北米モデルのみ可能）            | ×（北米モデルのみ可能）            | ×（北米モデルのみ可能）              |
| CD                       | CDプレーヤー             | 〇                                 | 〇                                 | 〇                                 | 〇                                 | 〇                                 | 〇                                 | 〇                                 | 〇                                 | 〇                                 | 〇                                   |
| HDMI-CEC                 | HDMI-CEC                 | ×                                  | ×                                  | ×                                  | ×                                  | ×                                  | ×                                  | 〇                                 | 〇                                 | 〇                                 | 〇                                   |
| BDのHDMIを経由しない再生 | BDのHDMIを経由しない再生 | 〇                                 | 〇                                 | 〇                                 | 〇                                 | 〇                                 | 〇                                 | 〇                                 | 〇                                 | △                                  | △                                    |
| HDD容量                  | HDD容量                  | 20~80GB                            | 20~80GB                            | 20~80GB                            | 20~80GB                            | 20~80GB                            | 20~80GB                            | 120~320GB                          | 120~320GB                          | 120~320GB                          | 250~500GB (海外のみ)HDDなし 内臓16GB |

## 周辺機器

### 純正

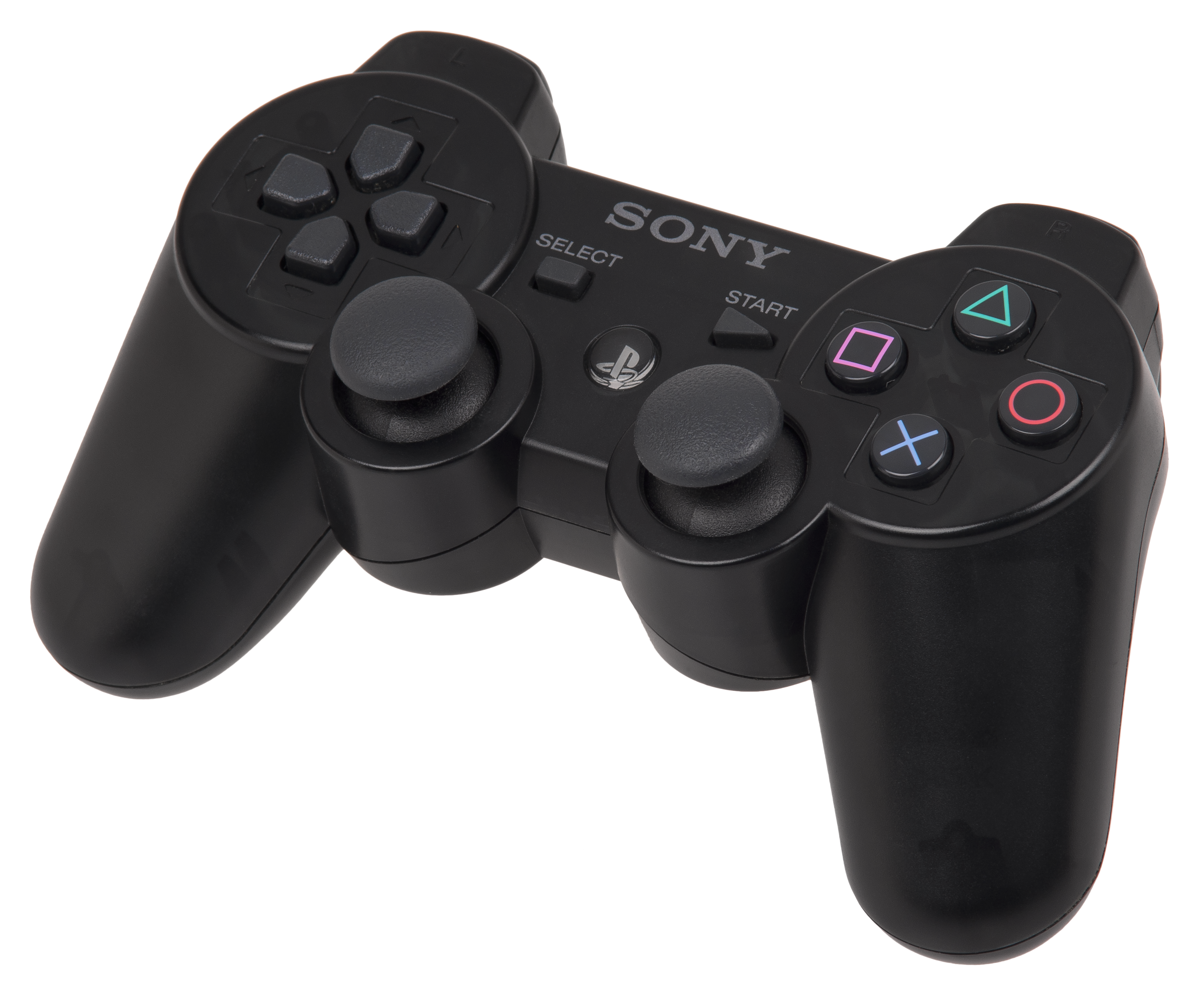
SIXAXIS
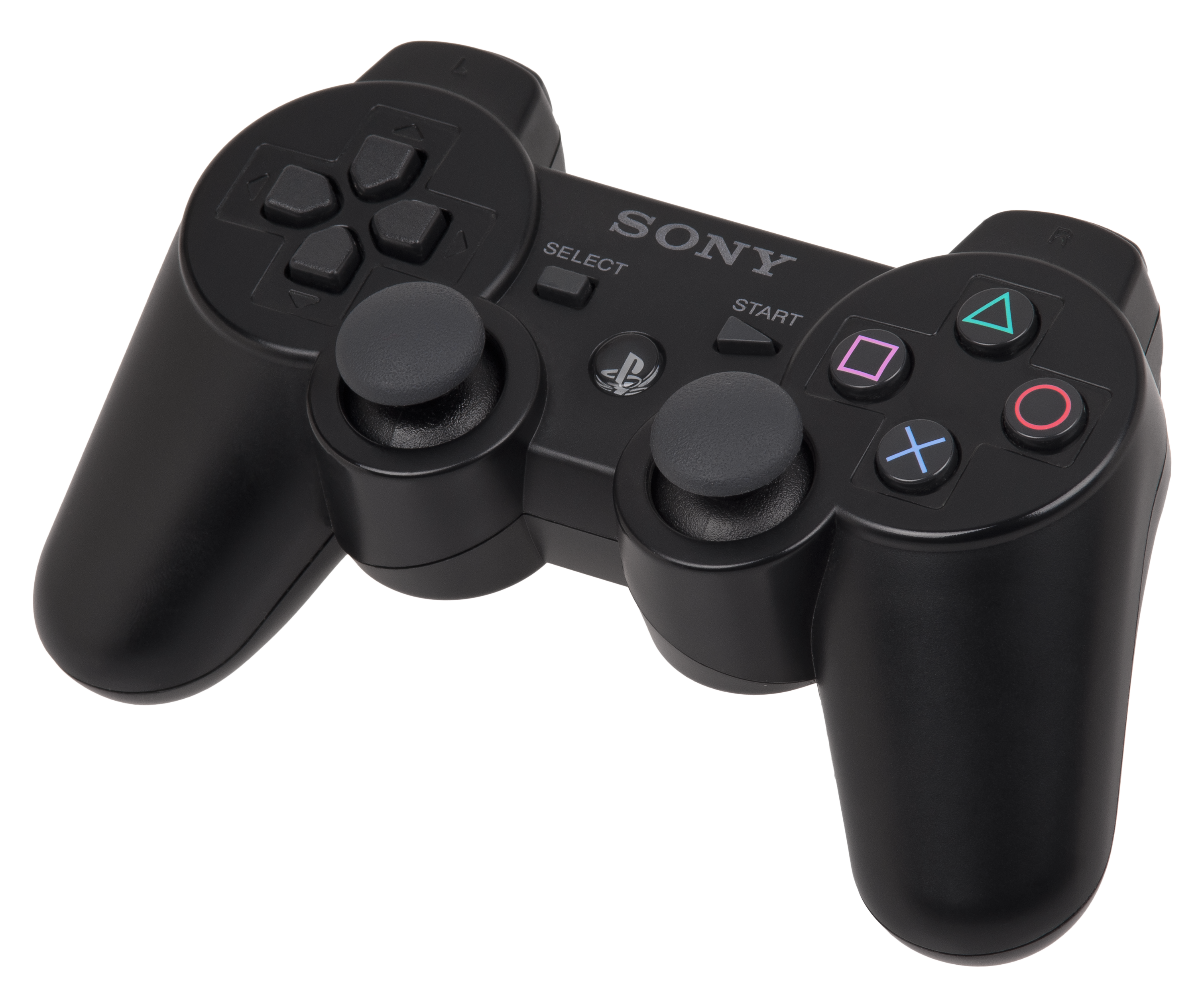
DUALSHOCK 3
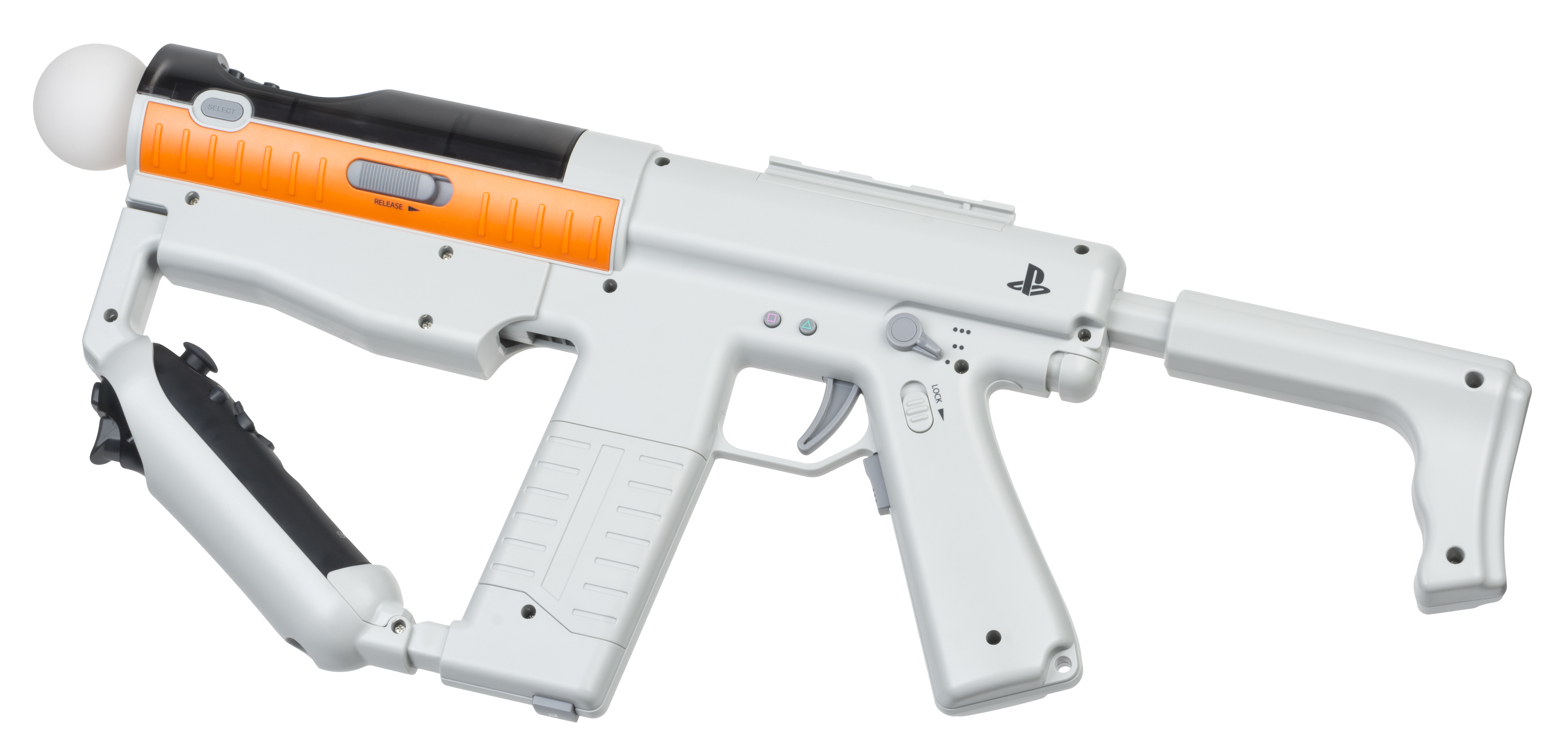
シャープシューター
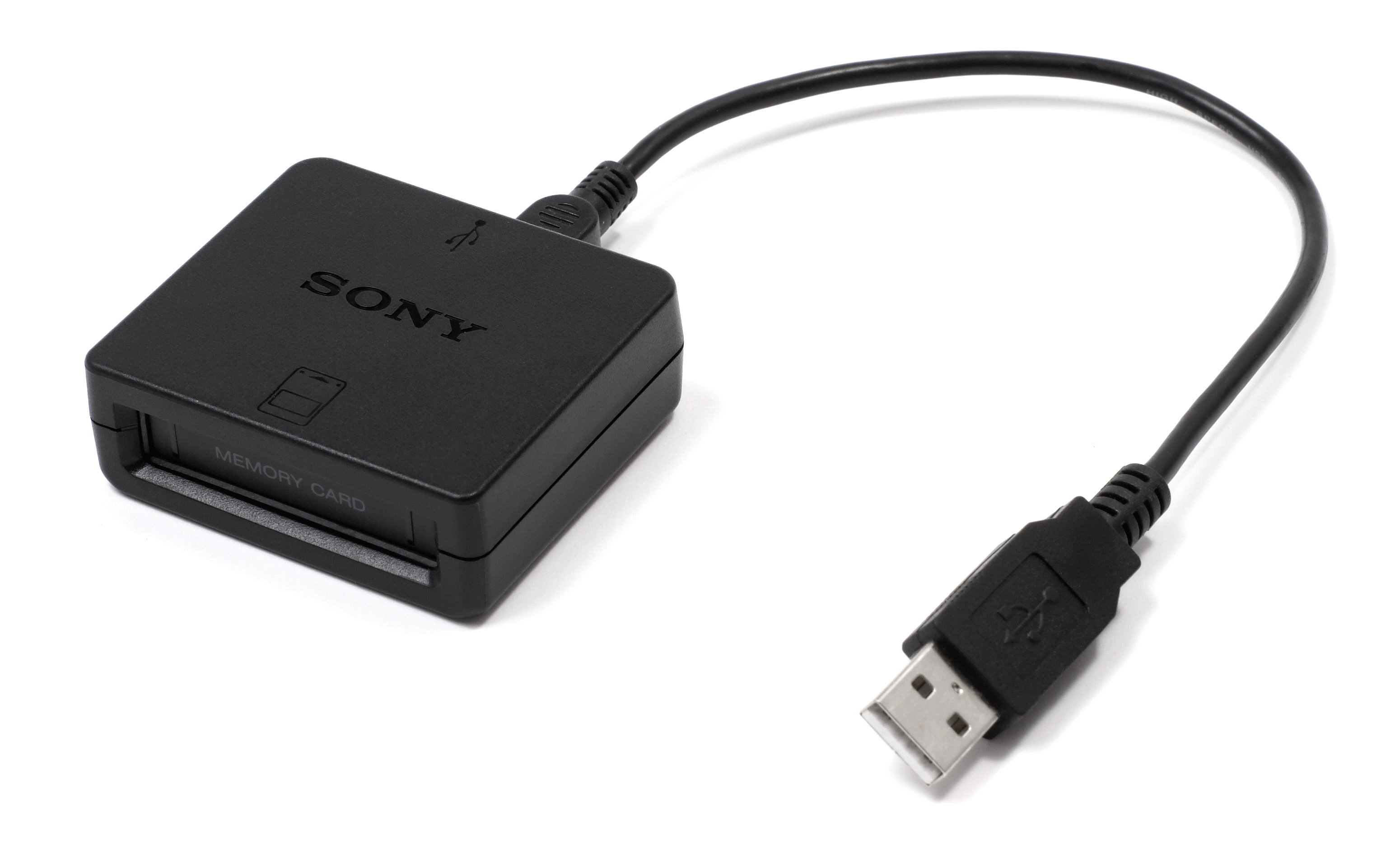
メモリーカードアダプター
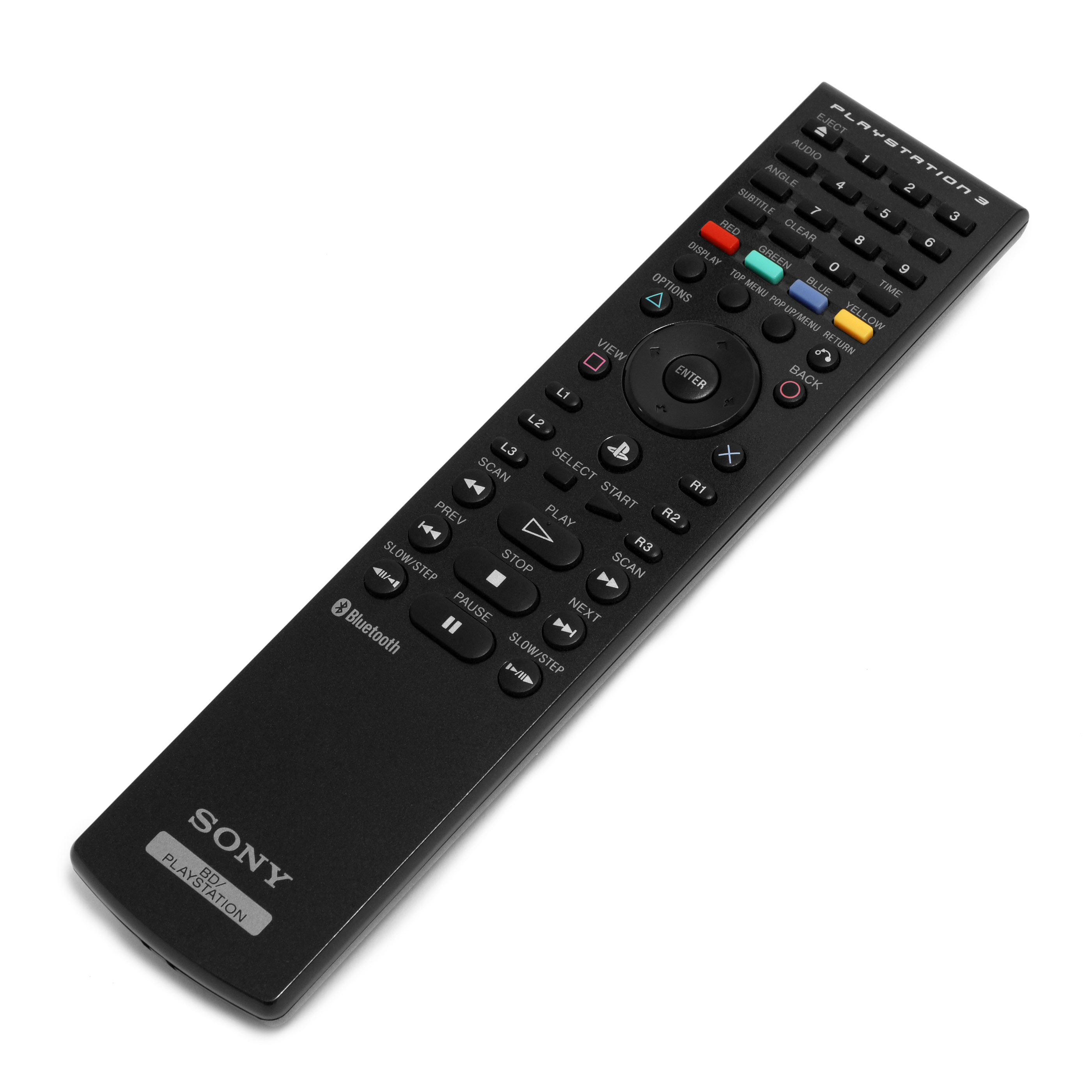
BDリモートコントローラ

| 型番        | 名称                                           | 発売日         | 備考 |
| ----------- | ---------------------------------------------- | -------------- | --- |
| CECH-ZA1J   | USB ACアダプター                               | 2008年12月7日  | USBケーブルとの組み合わせでSIXAXIS、DUALSHOCK 3、PlayStation Moveの充電に対応。 |
| CECH-ZAC1   | サラウンドサウンドシステム ACアダプター        | 2010年09月30日 | サラウンドサウンドシステムに同梱。単体販売はない。 |
| CECH-ZAC2   | 充電スタンド ACアダプター                      | 2008年12月7日  | PlayStation Move 充電スタンド、DUALSHOCK 3 充電スタンドに同梱。単体販売はない。PSP用のACアダプタPSP-380で代用できる。 |
| CECH-ZAC3J  | nasne ACアダプター                             | 2010年10月21日 | nasneに同梱。単体販売はない。 |
| CECH-ZC1J   | ワイヤレスコントローラ (SIXAXIS)               | 2006年11月11日 | CECH-A、CECH-B、CECH-Hの本体に1つ同梱。振動機能なし（PlayStation 4（Proを含む）・PlayStation 5は非対応）。 |
| CECH-ZC2J   | ワイヤレスコントローラ (DUALSHOCK 3)           | 2007年11月11日 | CECH-L以降の本体に1つ同梱。振動機能付き（PlayStation 4（Proを含む）・PlayStation 5は非対応）。 |
| CECH-ZCC1J  | PlayStation Move 充電スタンド                  | 2010年10月21日 | PlayStation Moveを充電するためのスタンド。 |
| CECH-ZCM1J  | PlayStation Move モーションコントローラ        | 2010年10月21日 | |
| CECH-ZCM1JY | PlayStation Move モーションコントローラ        | 2016年10月13日 | |
| CECH-ZCS1J  | PlayStation Move ナビゲーションコントローラ    | 2010年10月21日 | PS VRでは使用できない。 |
| CECH-ZD1J   | torne（トルネ）                                | 2010年3月18日  | USB接続の外付け地上デジタル放送チューナユニット（BSデジタル放送及びCSデジタル放送には非対応、データ放送には未対応）。シングルチューナー。日本では地上デジタル放送の視聴および録画に関する制限が非常に厳しいため、欧州ではPlayTVが発売されたものの日本での発売は長らく未定となっていたが、2010年3月18日に「torne（トルネ）」の名称で発売された。録画番組をPSP向けに変換して、USB経由で転送できる。EPGも対応した。 |
| CECH-ZDC1J  | DUALSHOCK 3 充電スタンド                       | 2011年4月21日  | DUALSHOCK 3を充電するためのスタンド。SIXAXISも対応。これ単体では充電はできない。 |
| CECH-ZED1J  | 3Dディスプレイ                                 | 2011年11月2日  | BDリモートコントローラ（CECH-ZRC1J）による赤外線通信による操作に対応。 |
| CECH-ZEG1J  | 3Dメガネ                                       | 2011年11月2日  | 3D映像を楽しむためのメガネ |
| CECH-ZGA1   | PlayStation Move シューティング アタッチメント | 2010年10月21日 | モーションコントローラに取り付ける事で拳銃のように扱える装着部品。PS VRで銃のような遊び方をする場合はPS VR シューティングコントローラーが必要。 |
| CECH-ZK1JP  | ワイヤレスキーパッド                           | 2008年12月7日  | |
| CECH-ZKB1JP | ワイヤレスキーボード                           | 2011年6月30日  | 単三乾電池2本必要。 |
| CECH-ZM1J   | メモリーカードアダプター                       | 2006年11月11日 | PS/PS2のメモリーカードを接続できるアダプタ。セーブデータをPS3の内蔵HDDに取り込める。PCに取り込ませる場合はドライバなどが必要。 |
| CECH-ZNR1J  | nasne（ナスネ）                                | 2012年8月30日  | 500 GBモデル。 |
| CECH-ZNR2J  | nasne（ナスネ）                                | 2013年10月10日 | 1 TBモデル。 |
| CECH-ZR1J   | BDリモートコントローラ                         | 2006年12月7日  | Bluetoothのみに対応したモデル。単三乾電池2本必要。 |
| CECH-ZRC1J  | BDリモートコントローラ                         | 2011年3月31日  | 薄型・軽量化、そしてボタンや赤外線も追加されたモデル。システムソフトウェア バージョン3.60以上に対応。単四乾電池2本必要。 |
| CECH-ZS1J   | 縦置きスタンド                                 | 2009年9月3日   | CECH-2000シリーズ、CECH-3000シリーズ用。本体を縦置きにする際に載せるための台。本体を縦置きにした際の安定性を向上させることができる。 |
| CECH-ZST1J  | 縦置きスタンド                                 | 2012年10月4日  | CECH-4000シリーズ用。本体を縦置きにする際に載せるための台。本体を縦置きにした際の安定性を向上させることができる。 |
| CECH-ZUC1   | USBケーブル 2.8m                               | 2010年12月16日 | Mini B端子のUSBケーブル。なお、本体同梱のUSBケーブルは1.5mで単体販売はない。 |
| CECH-ZVS1J  | サラウンドサウンドシステム                     | 2010年9月30日  | サラウンドサウンドシステム。 |
| CECHYA-ZRA1 | PlayStation Move シャープシューター            | 2011年         | モーションコントローラに取り付ける事で拳銃のように扱える装着部品。日本未発売。PS VRで銃のような遊び方をする場合はPS VR シューティングコントローラーが必要。 |
| CECHYA-0080 | ワイヤレスステレオヘッドセット                 | 2011年         | ワイヤレスアダプタ同梱。日本未発売。 |
| CECHYA-0086 | PULSE ワイヤレスステレオヘッドセット           | 2012年         | ワイヤレスアダプタ同梱。日本未発売。 |
| CEJH-15001  | PLAYSTATION Eye                                | 2008年7月24日  | 「メモーション」というソフトが同梱。 |
| CEJH-15002  | ワイヤレスヘッドセット                         | 2008年10月30日 | クレードル同梱。 |
| CEJH-15004  | HDMIケーブル 3.0m                              | 2009年9月3日   | 3.0mのHDMIケーブル。 |
| CEJH-15005  | 電源コード                                     | 2009年9月17日  | CECHA、CECHB、CECHH、CECHLの本体に1本同梱。三芯でアース線が必要なタイプ（IEC C13）。 |
| CEJH-15007  | PlayStation Eye                                | 2010年10月21日 | 単品。「メモーション」というソフトは同梱していない。 |
| CEJH-15008  | PlayStation Move スターターパック              | 2010年10月21日 | モーションコントローラ（CECH-ZCM1J）とPlayStation Eye（CEJH-15007）のセット |
| CEJH-15012  | ワイヤレスヘッドセット                         | 2012年9月20日  | クレードル同梱。 |
| CEJH-15014  | HDMIケーブル 2.0m                              | 2011年9月8日   | 2.0mのHDMIケーブル。 |
| CEJH-15018  | PlayStation Move モーションコントローラ        | 2012年11月22日 | モーションを感知するモーションコントローラ。 |
| CEJH-15019  | PlayStation Move レーシングホイール            | 2013年1月17日  | モーションコントローラに取り付ける事でハンドルのように扱える装着部品。 |
| CUHJ-15001  | ワイヤレスサラウンドヘッドセット               | 2015年12月3日  | ワイヤレスアダプタ同梱。 |
| SCPH-1020   | メモリーカード                                 | 1994年12月3日  | PlayStationのゲームのセーブデータを保存しておくための補助記憶装置。記憶媒体として1Mbit（128KB）のフラッシュメモリを採用している。メモリーカードアダプターを使用して接続する。 |
| SCPH-1050   | RGBケーブル                                    | 1995年3月17日  | 音声・映像を出力するためのケーブル。RGB21ピン端子（SCART端子)付きのテレビで利用できる。 |
| SCPH-10020  | メモリーカード（8MB）                          | 2000年3月4日   | PlayStation 2用ゲームのセーブデータを保存しておくための補助記憶装置。メモリーカードアダプターを使用して接続する。 |
| SCPH-10050  | 電源コード                                     | 2000年3月4日   | CECH-2000（薄型）以降の本体に1つ同梱。PS/PS2と共用。 |
| SCPH-10070  | RFUアダプターキット                            | 2000年3月4日   | RF出力で使うキット。アンテナ線を介してテレビに接続できる。 |
| SCPH-10080  | AVアダプター                                   | 2000年3月4日   | コンポジット映像端子とAVマルチ端子が付いたアダプタ。一部条件下でのみ使うことがある。後継はSCPH-10130。 |
| SCPH-10130  | AVアダプター（S映像出力端子付き）              | 2000年10月12日 | コンポジット映像端子とAVマルチ端子とS端子が付いたアダプタ。一部条件下でのみ使うことがある。SCPH-10080の後継。 |
| SCPH-10480  | S端子ケーブル                                  | 2006年12月7日  | 音声・映像を出力するためのケーブル。S端子付きのテレビで利用できる。 |
| SCPH-10490  | コンポーネントAVケーブル                       | 2006年12月7日  | 音声・映像を出力するためのケーブル。コンポーネント入力端子付のテレビで利用できる。 |
| SCPH-10500  | AVケーブル                                     | 2006年12月7日  | 音声・映像を出力するためのケーブル。本体に1つ同梱。PS/PS2と共用。 |
| SCPH-10510  | D端子ケーブル                                  | 2006年11月22日 | 音声・映像を出力するためのケーブル。D端子付きのテレビで利用できる。SCPH-10330の後継品。 |
| 型番        | 名称                                           | 発売日         | 備考 |

### ソニーグループ
エレクトレットコンデンサーマイクロホン
型番はECM-PCV80U。通信カラオケ『JOYSOUND DIVE』等で使用可能なマイク。
ヘッドマウントディスプレイ “Personal 3D Viewer”
型番はHMZ-T1、HMZ-T2、HMZ-T3、HMZ-T3W。
NFC/FeliCaリーダー PaSoRi
型番はRC-S320、RC-S330、RC-S370、RC-S380。PaSoRi以外のNFCリーダーは非対応。

### 配信アプリ
| 配信日         | タイトル          | 発売元                                                    | 販売方式 | 備考                     |
| -------------- | ----------------- | --------------------------------------------------------- | -------- | ------------------------ |
| 2011年10月25日 | Hulu              | フールージャパン                                          | 無料     | サービス終了済み         |
| 2012年12月20日 | YouTube           | Google                                                    | 無料     |                          |
| 2014年12月11日 | NBA Game Time     | ソニー・ネットワークエンタテインメントインターナショナル  | 無料     | サービス終了済み         |
| 2015年3月25日  | アニマックス PLUS | アニマックスブロードキャスト・ジャパン                    | 無料     | サービス終了済み         |
| 2015年8月31日  | Netflix           | ネットフリックス                                          | 無料     |                          |
| 2015年11月5日  | Amazonビデオ      | アマゾン・ドット・コム インターナショナル セールス インク | 無料     | UIはPS4版などと異なる    |
| 2016年2月25日  | WWEネットワーク   | WWE                                                       | 無料     | サービス終了済み         |
| 2016年4月20日  | Twitch            | Twitch Interactive                                        | 無料     | 2022年にサービス終了済み |
| 2017年8月8日   | DAZN              | パフォーム・グループ                                      | 無料     | サービス終了済み         |

## 反響
発売当初、BDドライブの主要部品である青紫色レーザーダイオードの量産難により、出荷台数は発売日に9万台、以降も週3から4万台程度と供給不足に陥った。発売日には日本のみならず海外からの来日者もおり各地で即日完売。その後1ヶ月間余は供給不足が続き、インターネットオークションにおける高額な転売が問題となった。米国SCEのCEOジャック・トレットンは、2008年1月GameSpot紙に対して2007年北米で苦戦した原因について「PS3の最大の失敗は発売開始時の供給不足だった。米国だけで少なくとも100万台の需要はあったが、それに応えることができなかった」と述べた。ただ発売開始直後、メリルリンチ日本証券は60 GBモデルの製造コストを約85,000円と試算しており、単純に言えば売る度に25,000円以上の損失を出していたことになる。
2006年末頃から次第に供給不足は解消され、2007年1月中頃には生産出荷台数日本100万台、全世界200万台を達成したと報道された。CECHHのモデルは製造途中でディスクドライブのレンズを2つに増やし、量産を簡易にしていた。2008年1月の各誌報道によれば、40 GBモデルの製造原価は、基板の設計変更や機能の省略などによって800ドルから400ドルへと半減した。なお2009年末の段階では、逆ザヤは販売価格に対して6％ほど（約1,800円）であり、売れば売るほど赤字になる状態は解消しつつあることがソニーの2009年第3四半期業績説明会で明らかにされた。2009年度連結決算の発表時において、PS3の逆ザヤは2010年3月末で解消したことを公表した。また、BDソフトの流通が本格的に活発化したのも2010年である。
こうして北米での「次世代DVD」の規格争いにおいてBD陣営の牽引役となり、HD DVDを撤退に追いこむ要因の一つとなった。BDはHD DVDよりも容量拡張の面において将来性があったことも勝利の一因である。
BD再生においても専用プレーヤー/レコーダーと比しても遜色ない性能を持っている。すでにPSX、PSPで試験的に行われていた技術であったが、システム更新により無償で機能が向上する点はAV機器としては当時は革新的で、特に2007年5月のシステムソフトウェア バージョン 1.80ではBDの1080p/24 Hz出力（フィルム素材の映画ソフトを最も忠実に再生する）とDVDのアップコンバートに対応、高価な民生機に匹敵する画質と評価する向きもあった。この機能は、本来SD画質のDVD（そのうち、特にアニメ）がHD画質と同レベルにみえるほど性能が高い。HDMI搭載ハイビジョン対応テレビがあれば、BD再生だけでなくDVDのアップコンバートなどで多くのユーザが恩恵を受けられる。
また初期モデルで再生可能であり、HDMIにも対応したSuper Audio CDの音質は評価されている。
ハードウェアの開発リソースがある程度整備されたため、2011~2014年にかけて世界中ではおおよそ全盛期となったが、その間で日本のみXBOX 360の市場が急激に衰退している。そもそもゲーム面での性能上はXBOX 360の方が上ではあるが、市場のソフトメーカーの方針変更などが原因でかなりの数のゲームがPS3に偏るようになった。その影響はWii Uの不振、PS4のローンチにまで及んでおり、日本のPS4の発売は2013年ではなく2014年2月にずらされるほどであった。Xbox Oneも同様に2014年9月に日本のローンチがずれこんでいる。この背景には日本のソフトメーカーの数が2010年代前半であまり規模が増加しなかったことが原因であり、ソフトメーカーの開発リソースを当時最盛期だったスマートフォン向けソーシャルゲーム、またはニンテンドー3DSなどに転用したことも原因と考えられる。
本機は性能の高さによりコンピューターとしても使用された。2007年3月22日の最新システムソフトのダウンロードで スタンフォード大学のグリッドコンピューティング「Folding@home」へ参加できるようになった。当時の参加台数は約2万8千台であったが、性能は地球シミュレーターの15倍にもおよび、他のパソコン約20万台分以上の性能を出して、同プロジェクトの処理能力が2倍以上に向上した。また2008年からCellの強力な性能に着目したアメリカ空軍では、米国空軍研究所が合成開口レーダーの画像処理などの最先端研究用にPlayStation 3を2016台を連結しクラスターシステムを2010年に構築した（コンドルクラスターと呼称）。
一方普及に際しては2007年にライバルメーカーであるマイクロソフトから英語版ウィキペディアにあるPS3の記事（en:PlayStation 3）にてIPアドレスを介した編集が行われ、「PS3は最も悪いハードであると思われる」などネガティブな編集をしたことが発覚し、マスコミで報道され話題になった。ただし、この事件は同様にWikipediaにおいてソニー内部からXbox 360ソフトに関して批判的な編集がなされた事が発覚した後の出来事である。
また、ソフトウェアメーカーの動向も注目された。
- PS3はサードパーティーのマルチプラットフォーム作品の開発に大きな影響を与え、同じHDゲーム機であるXbox 360との組み合わせが多くなり、PS2互換性を排してからは一部ソフトがPS2との組み合わせでも発売されるようになった[注釈 43]。RAMの容量に関しては、Xbox 360では512MBをCPU/GPUで共用し、PS3ではMain RAM 256MB、GPU RAM 256MBの独立形式であるため、それぞれのOSで消費する容量を考えなければ容量の違いはほとんどない[注釈 44]。グラフィック面等で劣るマルチ作品が一部にあった理由は、非対称型マルチコアを多数使用することによるミドルウェア開発の困難さに起因する。2007年12月、米国SCEのCEOジャック・トレットンは、「サードパーティーは、PS3版の開発を先行させて後で別プラットフォームに対応させ始めている」と発言した[101]。これに対しルーカスアーツの開発チームはXbox 360用エンジンを開発後、PS3用に移植を進めたがエンジンがバージョンアップするたびにXbox 360版と同じ表現を出せなかったため、PS3専用の開発チームを作ったと上記のトレットンとは逆のことを述べている。原因の一つにSCEがライブラリの整備を怠っていることをサードの開発者は指摘する[102]。バイオショックのPS3版は移植作業に3つのスタジオと14人ほどのスタッフをかり出すことになったという話もある。
- PS3用ソフトウェアの開発が難しいと言われる理由は、3DCGを多用したタイトルをマルチプラットフォームで発売する場合において、Xbox 360やPC向けの設計をそのままPS3に適用した場合:十分なパフォーマンスを得られないためだとの分析がある[103]。これは、PS3のグラフィック性能を十分に引き出すためには設計段階からPS3に特化しなければならないことを意味する。
- 開発費問題は同一社の定量的な調査では「（PS2の）2倍もいっていない。工数を上がらないように作ろうと思えば作れる」[104] などPS3ならではのゲームを作成するためにはPS2と比較し高騰しており、開発工程低減が重要視されている。PS2並のゲームを作成する場合においては、PS3の大容量かつ高速なメモリやBlu-ray Disc、Cellプロセッサの処理速度から、余計な調整の工程を省きつつも見栄えもよくすることができるため、かえって負担は軽くなると開発関係者は語っている[105]。EpicのUE開発者は講演の中で従来のシングルスレッドプログラムの5倍と答えている（EpicがPS3でリリースしたソフトはUT3の一本のみ）[106]。
- CPUとGPUを構造上の問題から合体することができない。Xbox 360 SではCPU/GPUのワンチップ化に成功していたため、本体の製造に関してどうしても不利となっていた。そのためか、PS4以降はCPU/GPUがワンチップになった。
- アクティビジョン・ブリザードのCEOはソニーがハードウェアの値下げでユーザーを拡大し、ソフトウェア販売の鈍化を止める気がないのなら2010年から2011年を見て、PSP/PS3用ソフトのサポートを続けるかどうか、検討する可能性があると発言した。これに対してソニー会長は「アクティビジョンCEOは、注目を集めることを好む。われわれは互いに圧力を掛け合っており、これは戦略」と述べ、ビジネス上よくある駆け引きだと一蹴した[107]。

## 問題点
傷害・盗難事件
2006年11月17日の米国発売日には販売店の前で2人組の強盗による発砲事件が発生、購入のために並んでいた客数人が怪我をした。12月4日には、ノースカロライナ州ウィルミントンで大学生からPS3を強奪し逮捕状が出た18歳の同大学生が警官に自宅で射殺される事件が発生。死亡した大学生の手にはPS3のコントローラが握られていた。この事件は警察側が245万ドルを遺族に支払って終結した。12月5日には茨城県の運送会社の荷物置き場から、保管中のPS3が180台（計約950万円相当）がパレットごと盗まれ、出入り業者の運転手の男と無職の男が逮捕された。
訴訟
2010年4月1日のアップデートでLinuxなど他のOSをインストールする機能を削除した。セキュリティ上の理由とされているが、この機能の削除は「不公正であり、詐欺的である」として、ユーザーに集団訴訟を起こされたほか、自作ソフト（Linuxインストール機能の復活など）を正規のものとPS3に認識させてしまうルートキーの解析などが行われた。
世界規模のシステム障害
2010年3月1日にPlayStation Networkの世界規模の障害が発生し、新型PS3以外では時計の表示エラーが原因とされ、以下の現象が確認された。同問題はPS3が2010年をうるう年と誤認識していたことが原因であったため、3月2日（GMT）になった時点（内蔵時計で3月1日）で解消された。
個人情報流出事件

- 2011年5月28日、日本およびアジア諸国のPlayStation Networkサービスを一部再開することと、ユーザへのお詫びとして無料提供されるゲームのタイトルが発表される。PS3のラインナップは、『The Last Guy』、『おいでよロコロコ!! BuuBuu Cocoreccho!』、『無限回廊 -序曲-』、『WipEout HD』、『ハスラーキング』の5タイトルの中から2本。

違法コピー問題
- パッケージソフトの場合、ディスクを複製できてもPS3においてコピーディスクを起動することは難しいとされていた。しかし、2010年8月にPS3に特定のUSB機器を刺すだけでゲームディスクのバックアップとディスクレス起動を実現したjailbreak（脱獄）が公開された。翌9月には公開したチームとは別のチームがjailbreakに必要なソフトウェアをオープンソース化したと発表した。さらに同年暮にはPS3の電子署名アルゴリズムが解析されたとハッカーカンファレンス27C3で発表され、これまでより容易にコピーディスクの起動およびiso起動とカスタムファームウェアでのPSNへの接続が可能となった。後のファームウェア更新によってjailbreakが使用していたセキュリティホールは塞がれた。

YLOD
- CECHA00~CECH2100A/Bまでのモデルでは、長期間PS3を使用し続けることによって、ある時起動中に突然電源が落ち、それ以降は何度電源を押しても、起動直後に電源ランプが一瞬だけ黄色になった後、三回のビープ音とともに赤色に電源が点滅を繰り返す症状が発生し、PS3本体が起動しなくなる、いわゆる「YLOD(Yellow Light of Death)」が発生することがある。